# Volvo 240/264
La série 240 est une gamme de familiales de la marque suédoise Volvo. Elle a été produite sous différentes carrosseries, comme la berline (244) de 1974 à 1991, le coupé (242) de 1974 à 1984 et le break (245) de 1974 à 1993. Avec la nouvelle nomenclature Volvo en 1984, les 244 et 245 deviennent 240 et 240 break. Sa version plus haut de gamme et équipée de moteur 6 cylindres est la 260. En cumulant leurs ventes, on atteint 2 855 861 exemplaires, soit le plus gros succès de Volvo de tous les temps.
Elle a pris la succession du tandem 140/164 et fut remplacée en partie par la 740/760 mais aussi par les 850 quelques années plus tard.

## Historique

### Première série (1974 - 1976)

#### 240
Le 21 août 1974, la série 240 prend la suite de la série 140. La série 240 est une évolution importante de la 140. Même si elle garde une bonne partie de l'architecture et de la caisse, elle reçoit un train avant Mc-Pherson et une direction à crémaillère, ce qui conduit à reconcevoir tout le bloc avant. Le design, est signé Jan Wilsgaard et est inspiré par le concept-car VESC (Volvo Experimental Safety Car) de 1972. Avec ses nouveaux pare-chocs, la berline mesurait 13 cm de plus que la 140. Les 242 (coach) et 245 (break) apparaissent peu après. La particularité des breaks était de pouvoir accueillir sept passagers grâce à une banquette dos à la route se repliant dans le plancher du coffre.
La série 240 était disponible à sa sortie avec deux motorisations essence : un 4 cylindres 2,0 L à arbre à cames latéral de 82 ch repris de la série 140 et un inédit 4 cylindres 2,1 litres à arbre à cames en tête et culasse en aluminium de 97 ch en version carburateur et de 123 ch en version injection. Trois finitions étaient proposées : L (luxe), DL (de luxe) et GL (grand luxe). Sur certains marchés, en Italie par exemple, pour des raisons fiscales était disponible une version dégonflée du 1,9 litre. Une boite manuelle 4 rapports est disponible, tandis que sur certaines versions une boite de vitesses à 4 rapports et overdrive est livrée. Une boite automatique à 3 rapports est également proposée.
En octobre 1974, à la façon de la 164 version plus haut de gamme de la 140, apparaît la 264 équipée du nouveau moteur V6 PRV de 2,7 litres et 140 ch. Elle sera suivie peu après du 265, déclinaison break de la 264.
C'est en 1976 que la série 240 est équipée, en première mondiale, d'un pot catalytique associé à une sonde lambda. Elle a permis la suppression de 90 % des rejets polluants comme le monoxyde de carbone. Grâce à cela, la série 240 sera élue "Voiture la plus propre des États-Unis" en 1978 par le California Air Resources Board.

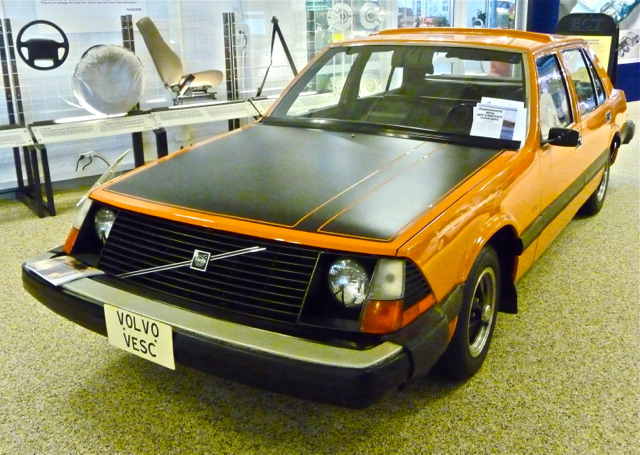
Volvo VESC (1972)
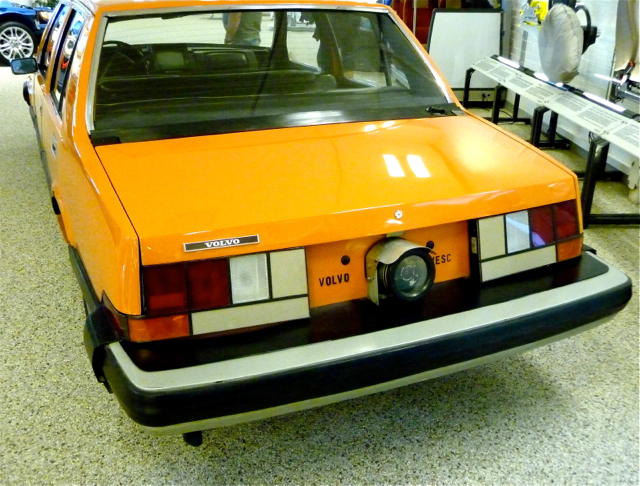
Volvo VESC (1972)
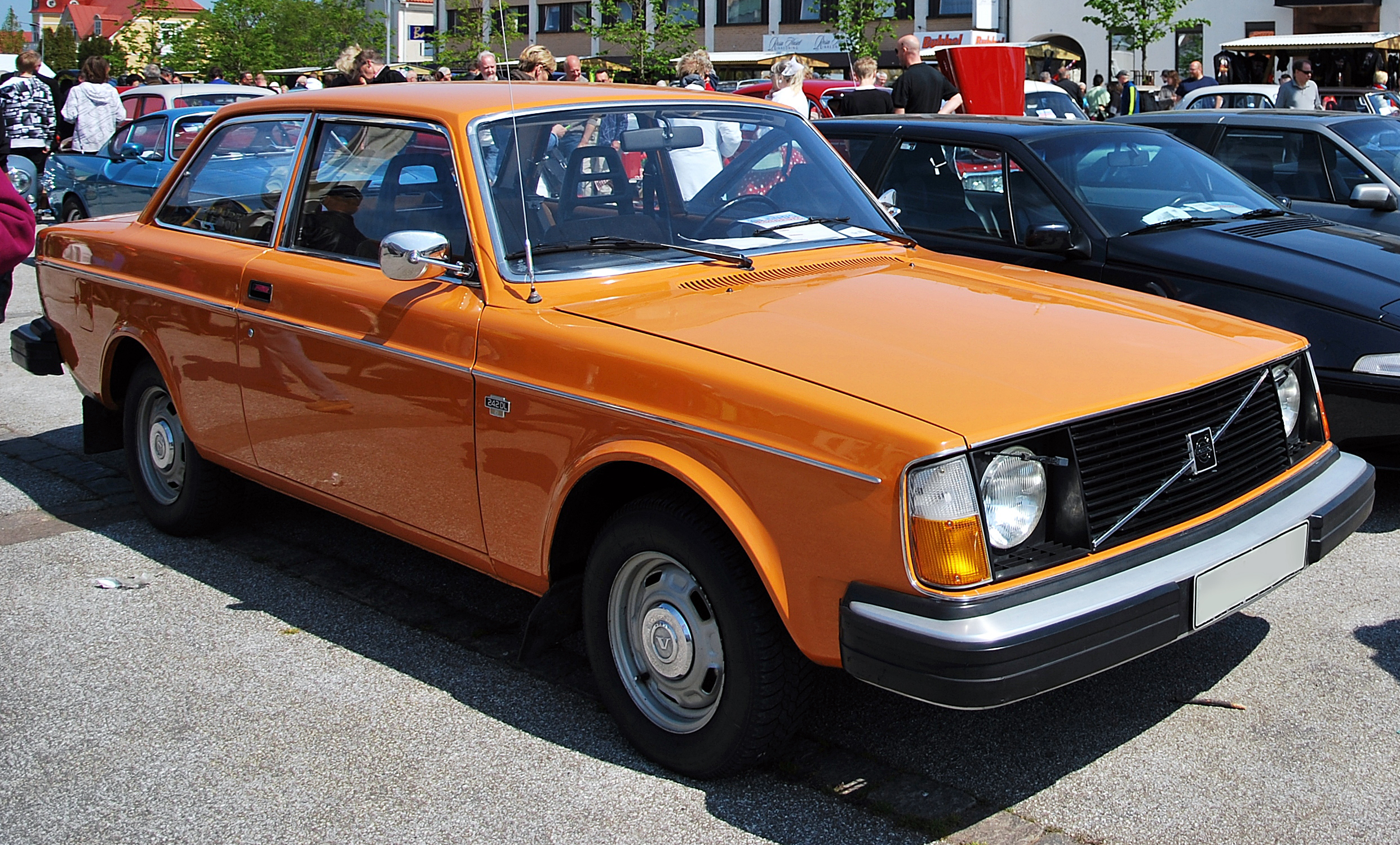
Volvo 242 (1974 - 1977)
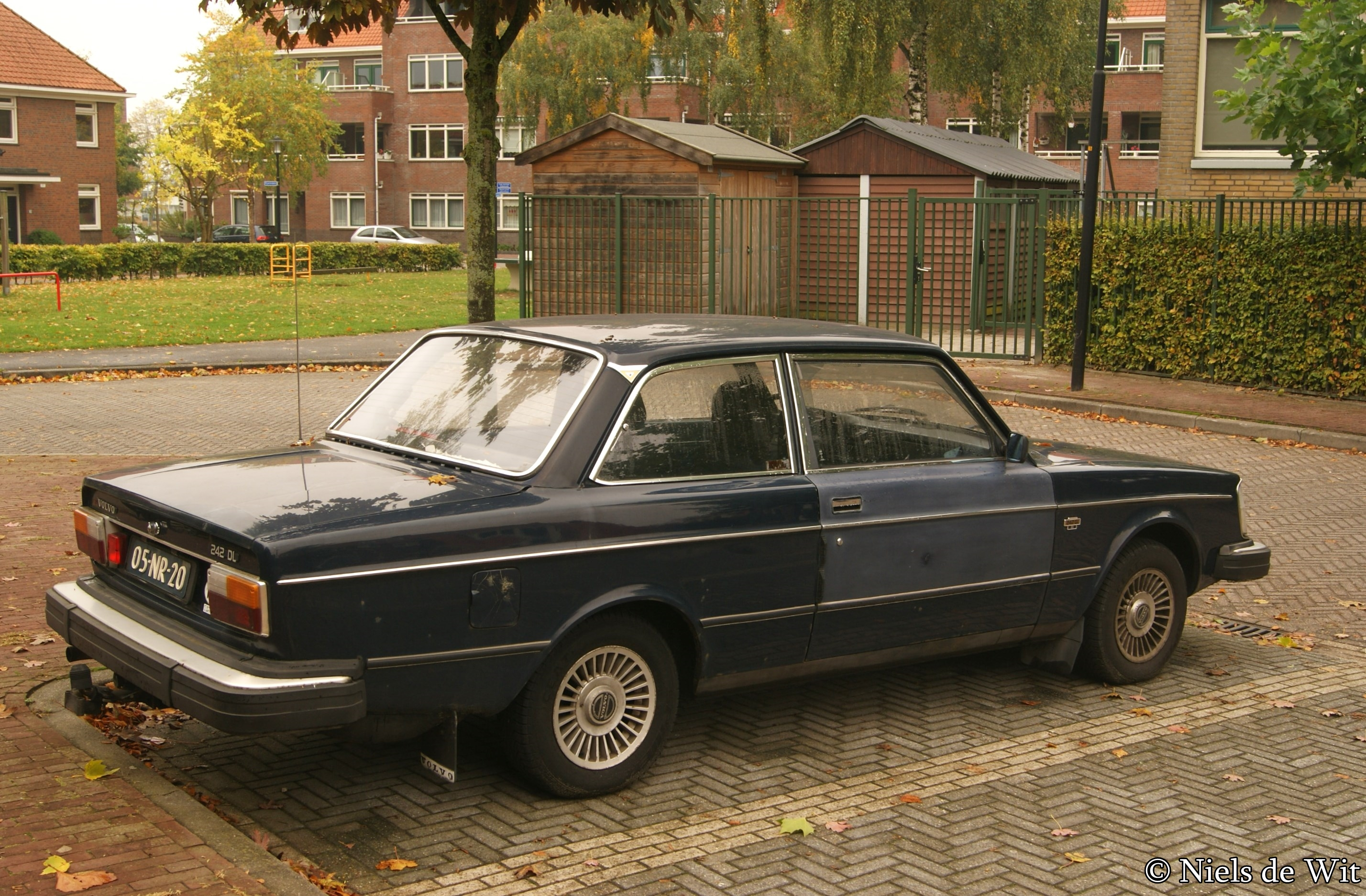
Volvo 242 (1974 - 1977)
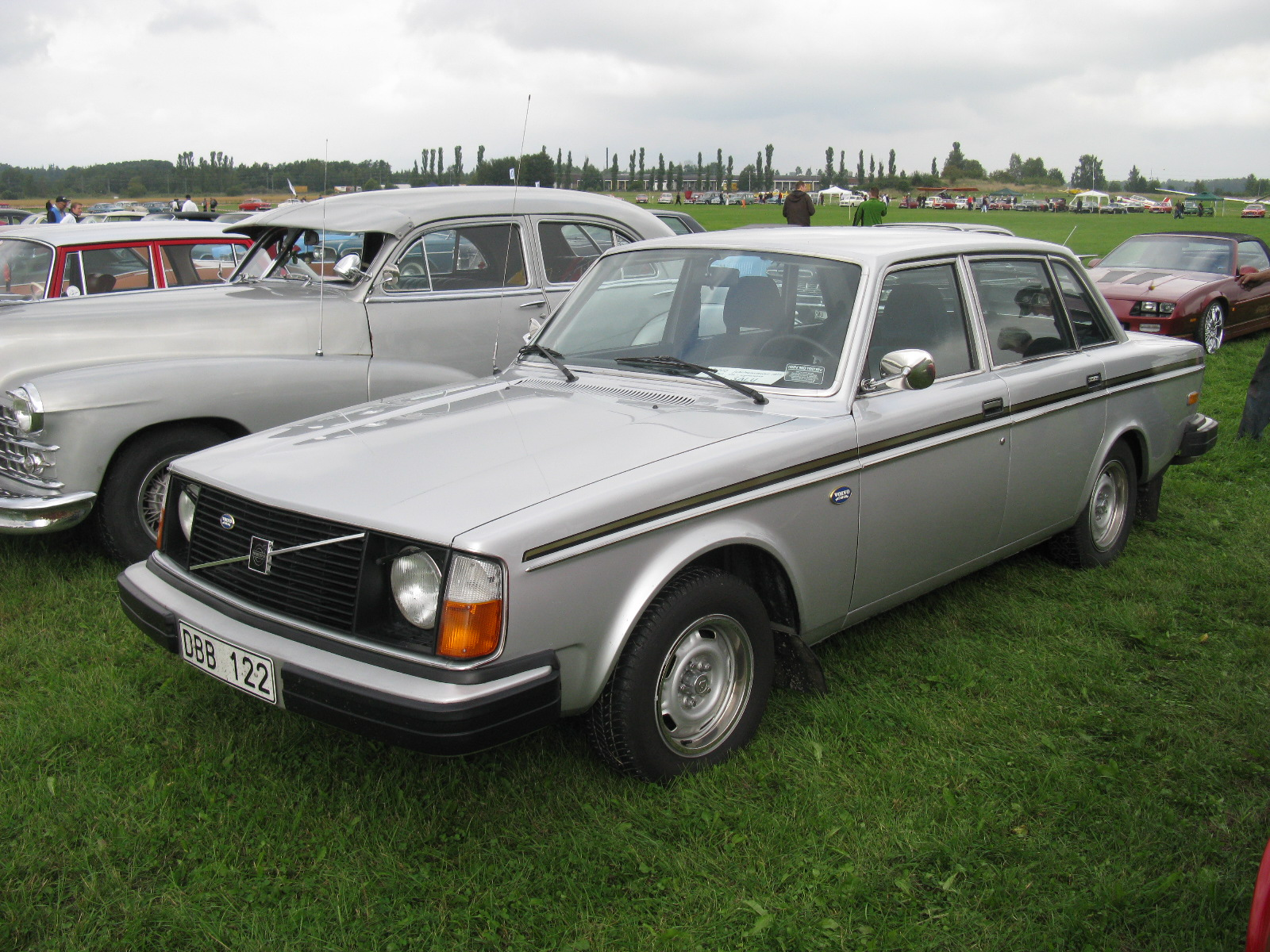
Volvo 244 (1974 - 1977)
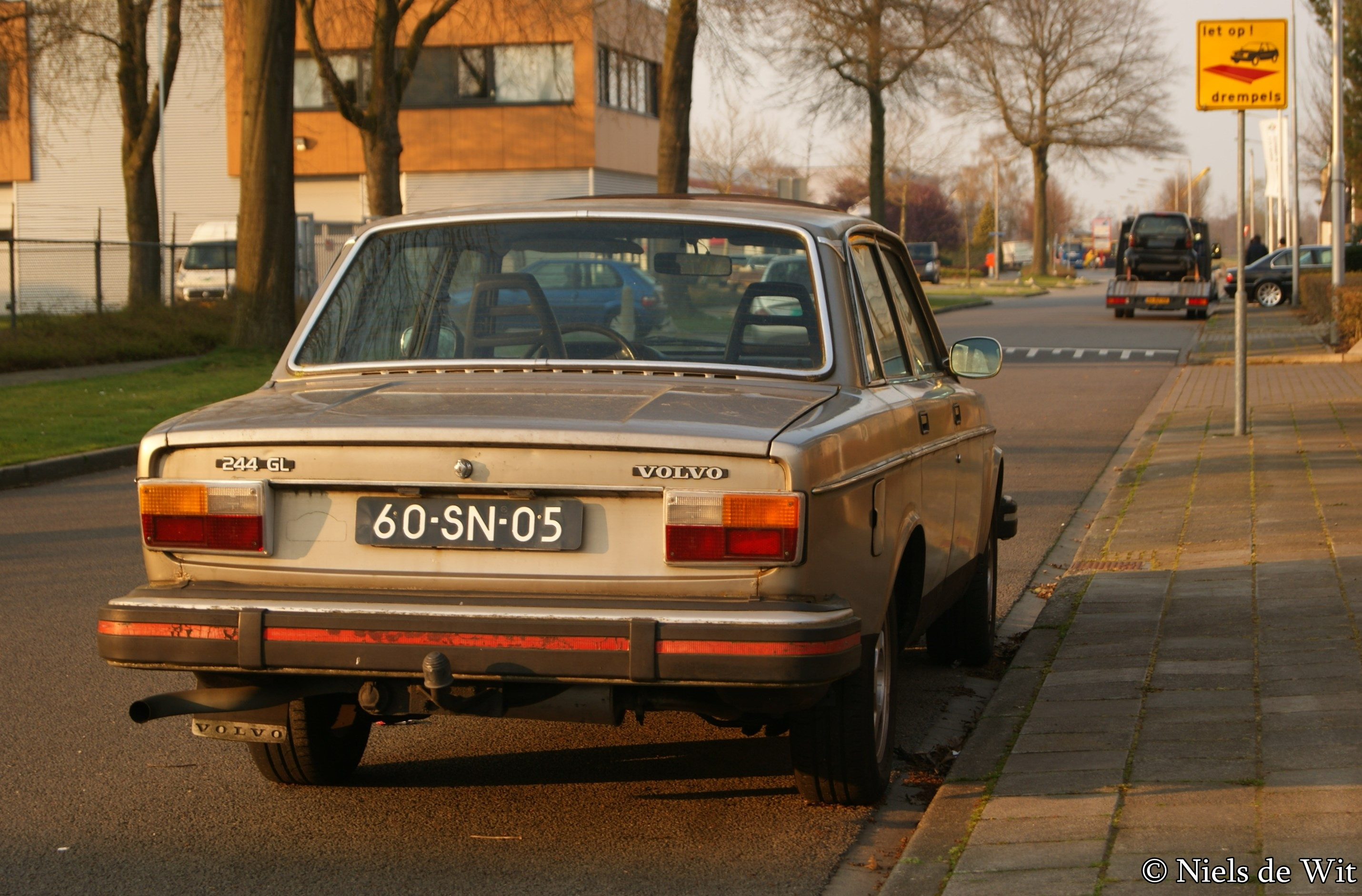
Volvo 244 (1974 - 1977)
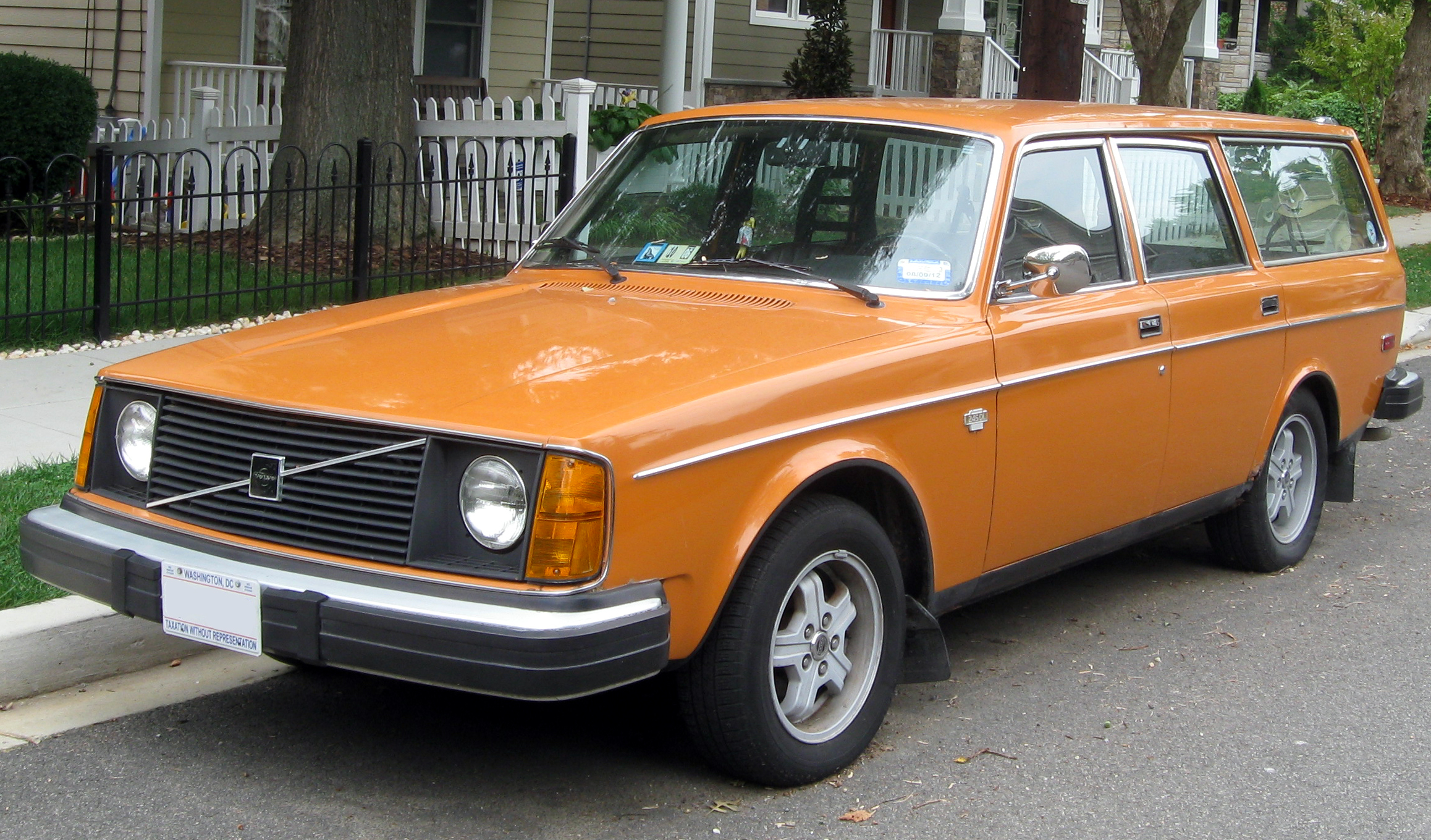
Volvo 245 (1974 - 1977)
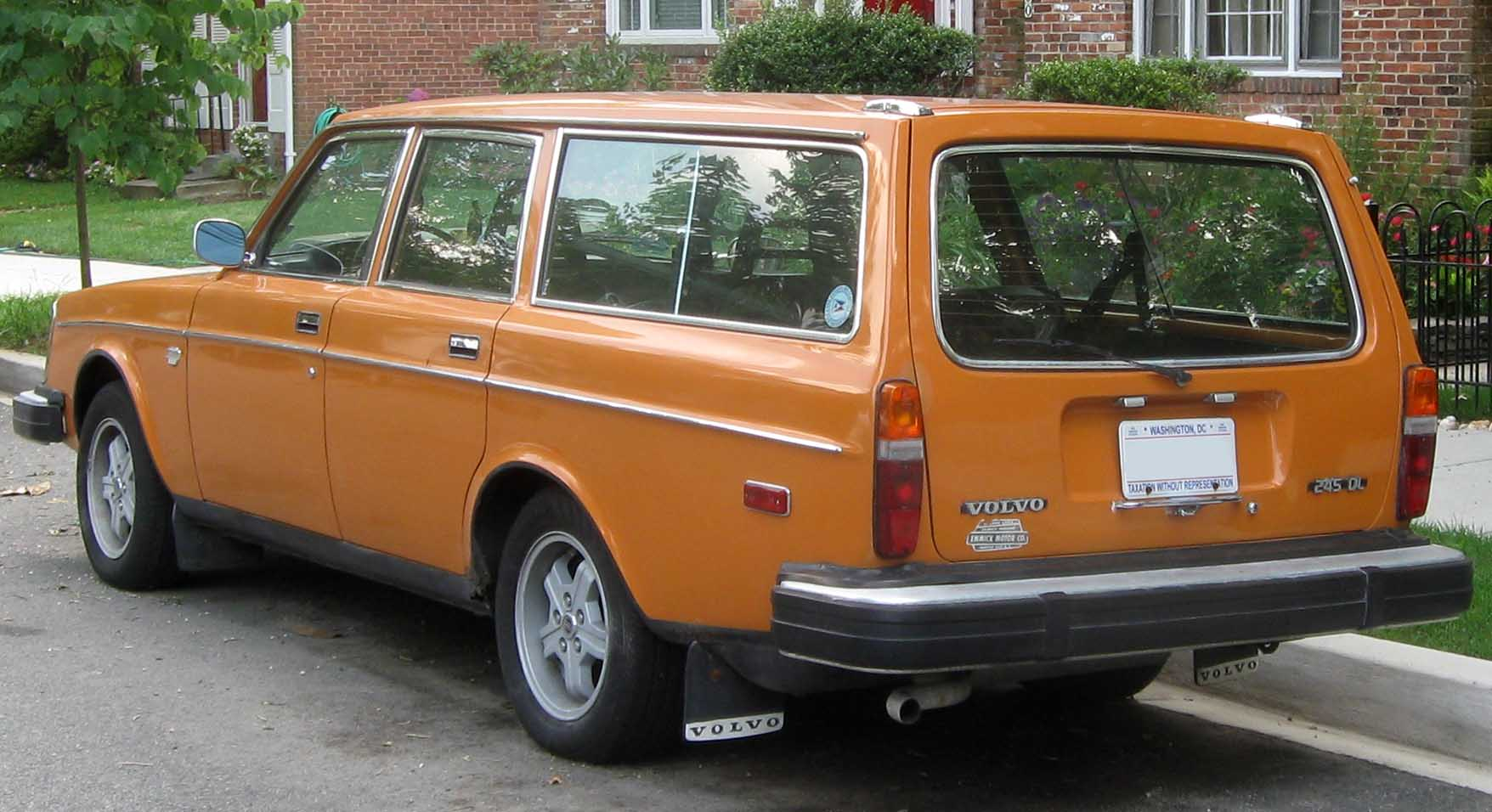
Volvo 245 (1974 - 1977)

#### 264
C'est en août 1974 que la nouvelle berline Volvo 264 succède à la Volvo 164.
Il s'agit d'une version plus haut de gamme de la berline 244 et elle s'en distingue au travers des phares rectangulaires (ronds pour la 244), d'une calandre différente (notamment le logo décentré), des pare-chocs également différents. À l'arrière les feux étaient plus enveloppants que sur la 244. La différence est également sous le capot qui abrite des moteurs 6 cylindres en place des 4 cylindres de la 244. (d'où la différence de patronyme dans les appellations Volvo de l'époque).
Trois finitions étaient disponibles : DL (De Luxe reconnaissable à sa sellerie en tissu), GL (Grand Luxe reconnaissable à sa sellerie velours ou cuir et son moteur à injection).
Un seul moteur fut disponible sous le capot de la 264 : le V6 2,7 litres PRV décliné en version à carburateur (de 125 ch) et en version à injection (de 140 ch). Trois transmissions sont disponibles : une boîte manuelle 4 vitesses, la même avec une surmultiplication électrique et une boîte automatique à 3 vitesses.
Dès 1975, la gamme est complétée par deux nouvelles carrosseries : le break 265 et le coupé 262 uniquement produit pour le marché américain.
L'année 1976 voit l'arrivée de la finition haut de gamme GLE (Grand Luxe Exécutif reconnaissable à la climatisation et la peinture métallisée).
En 1977, la 262 quitte le catalogue après une production de 3 239 exemplaires seulement. C'est une exécution plus haut de gamme qui prend sa succession, la 262C réalisée en partenariat avec le carrossier italien Bertone.

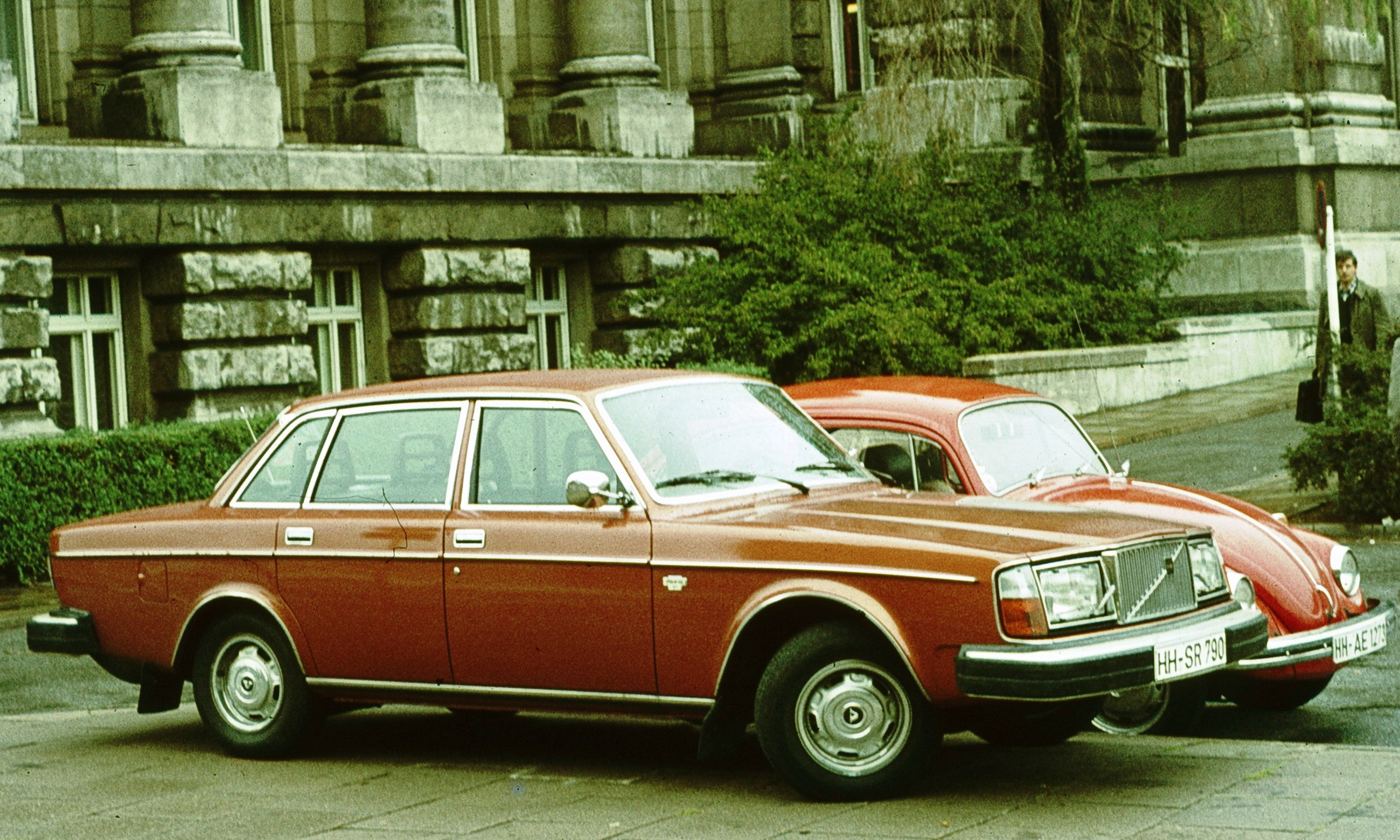
Volvo 264 (1974 - 1979)
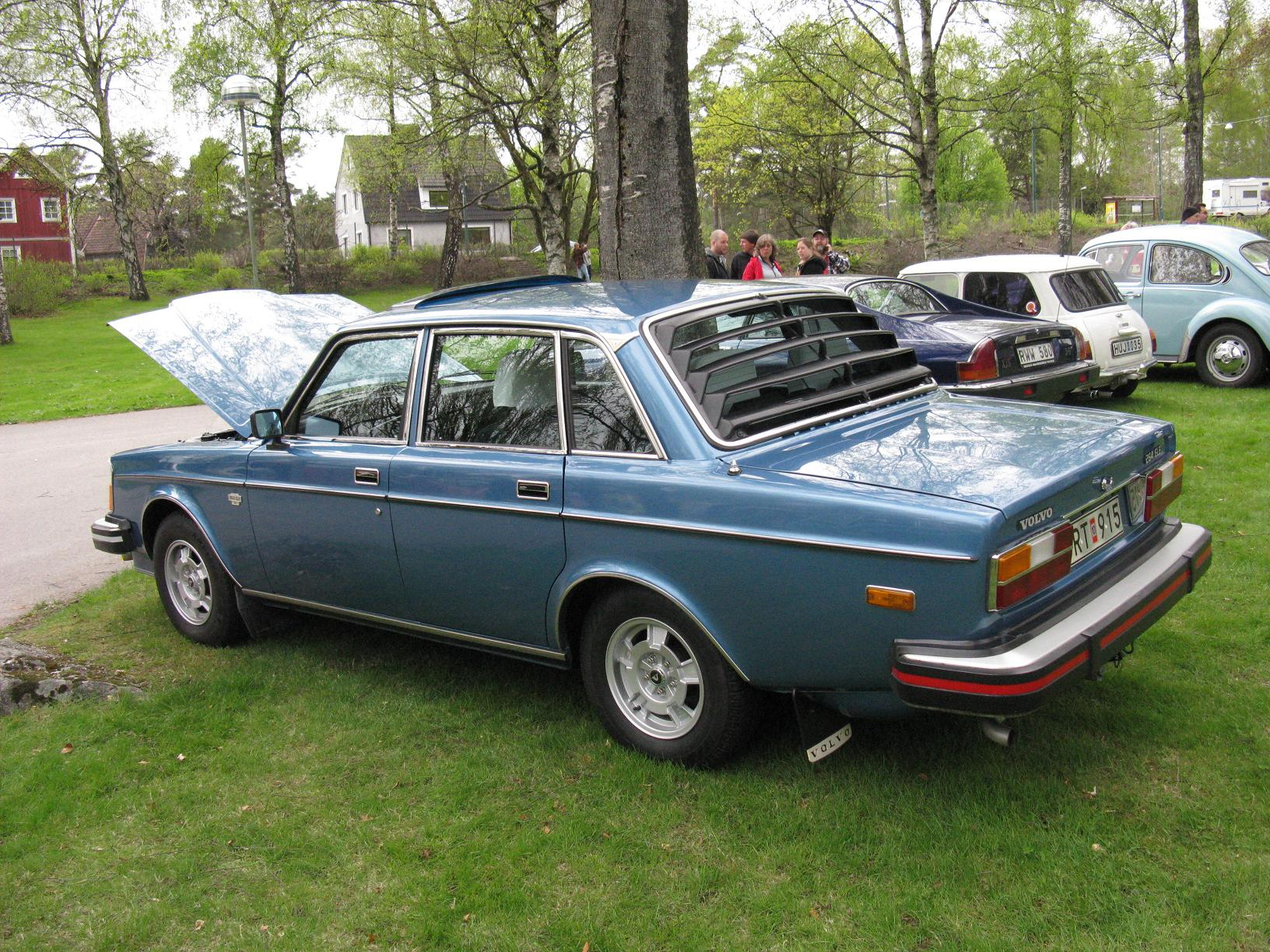
Volvo 264 (1974 - 1979)
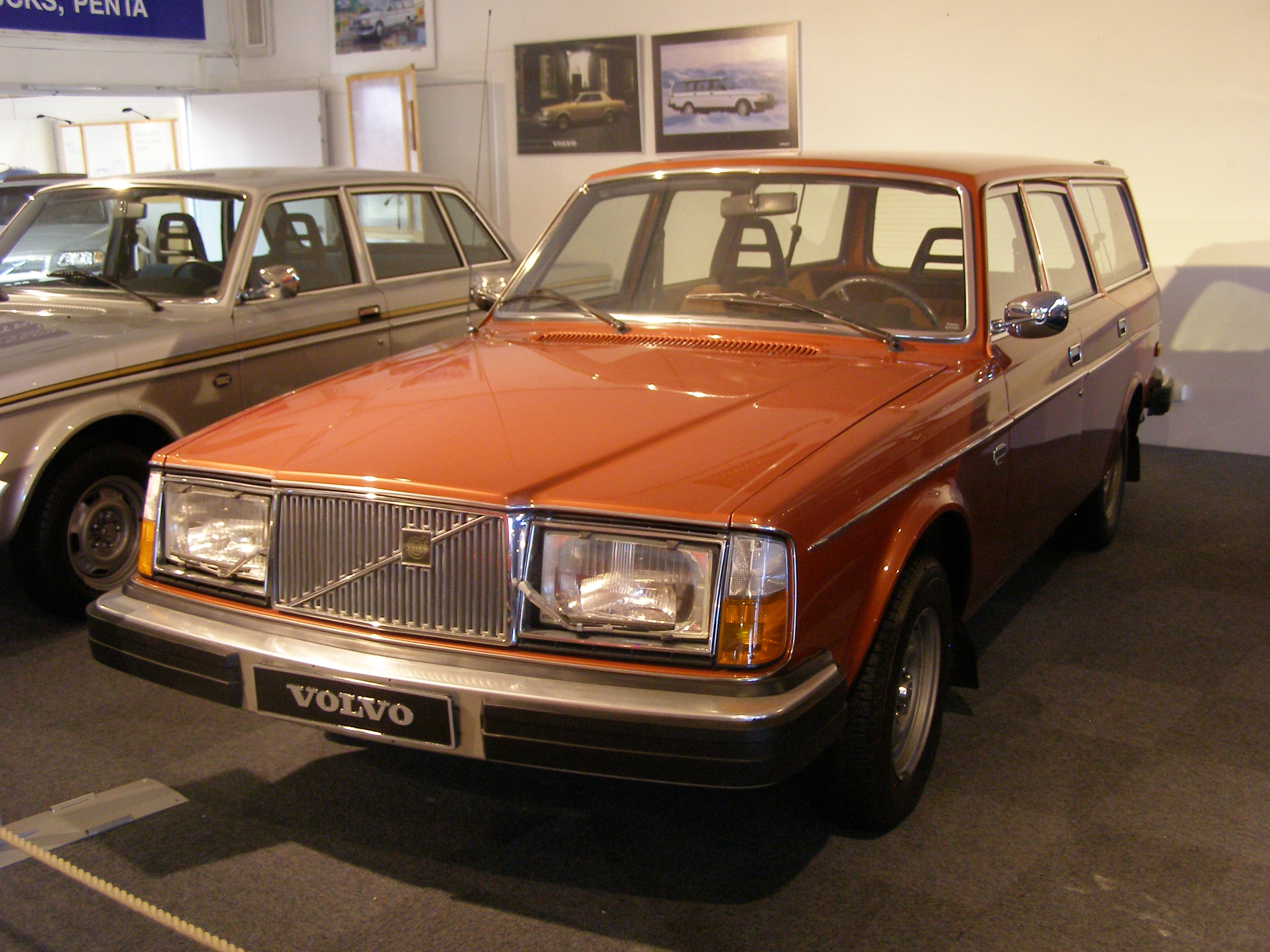
Volvo 265 (1975 - 1979)
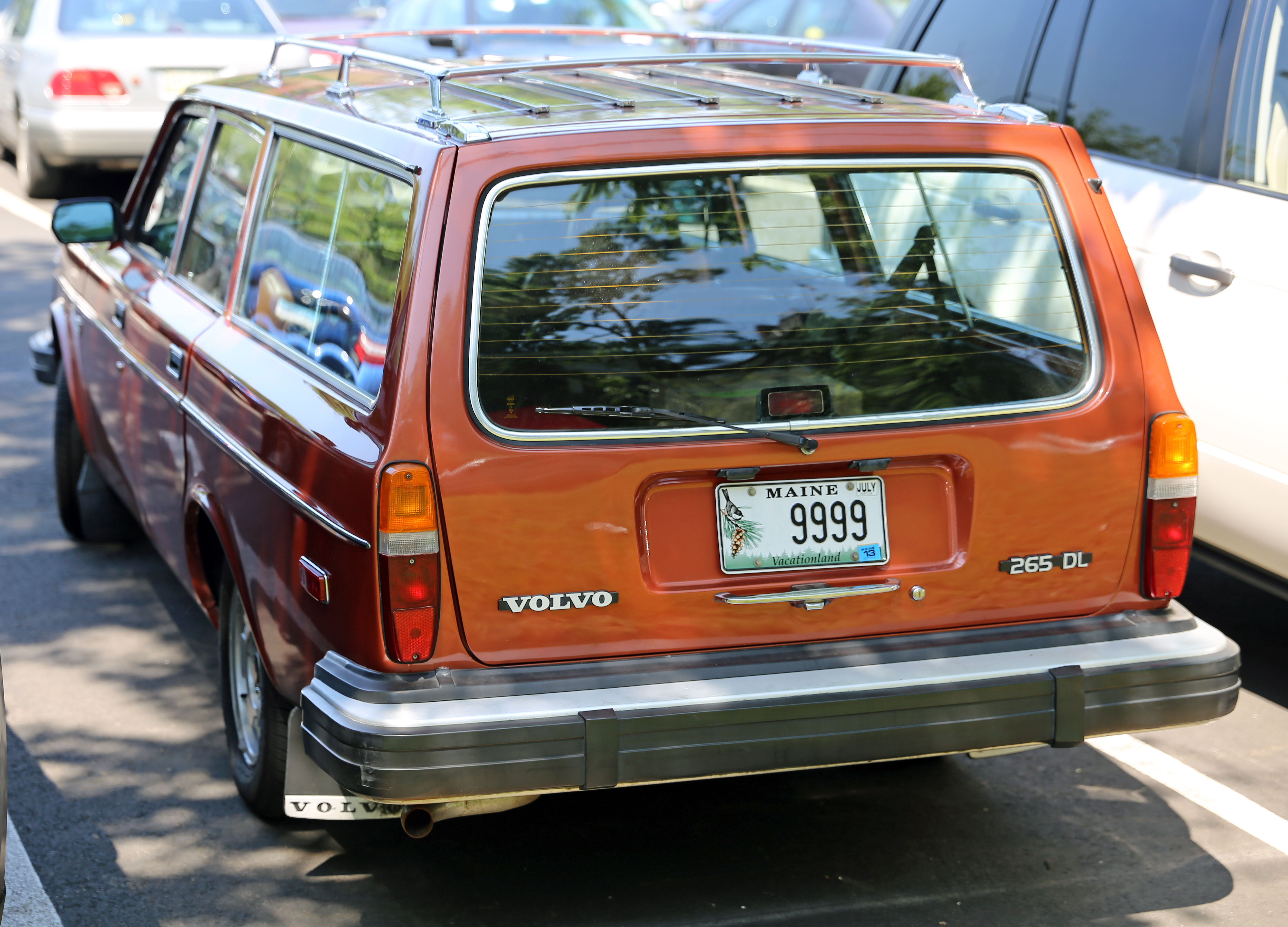
Volvo 265 (1975 - 1979)

En 1979, les 264 et 265 reçoivent un léger lifting. On remarque notamment les nouveaux feux arrière plus gros, le nouveau coffre et le nouveau lettrage Volvo. À l'avant, on remarque surtout l'abandon des rétroviseurs chromés pour des rétroviseurs en plastique.

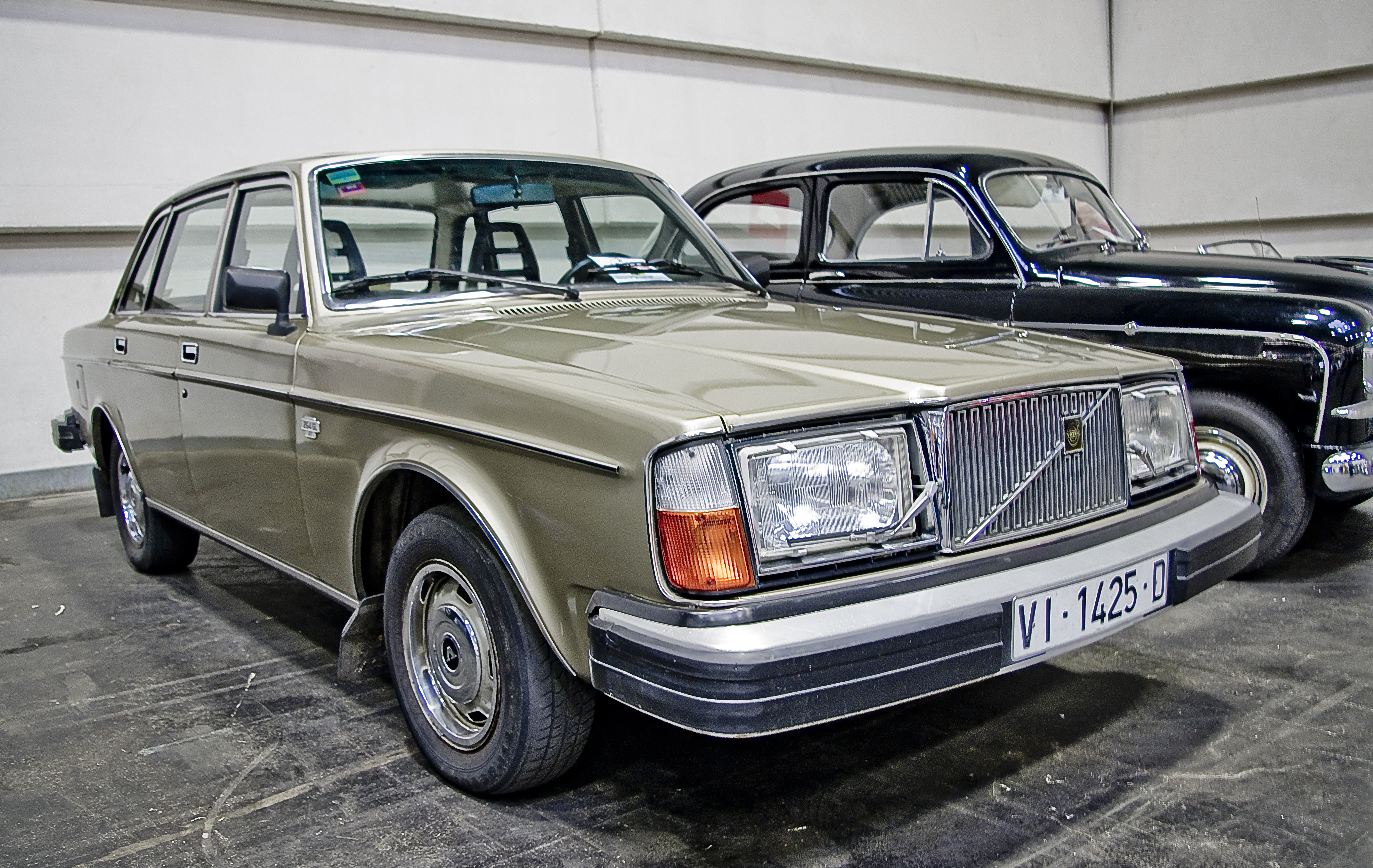
Volvo 264 (1979 - 1980)
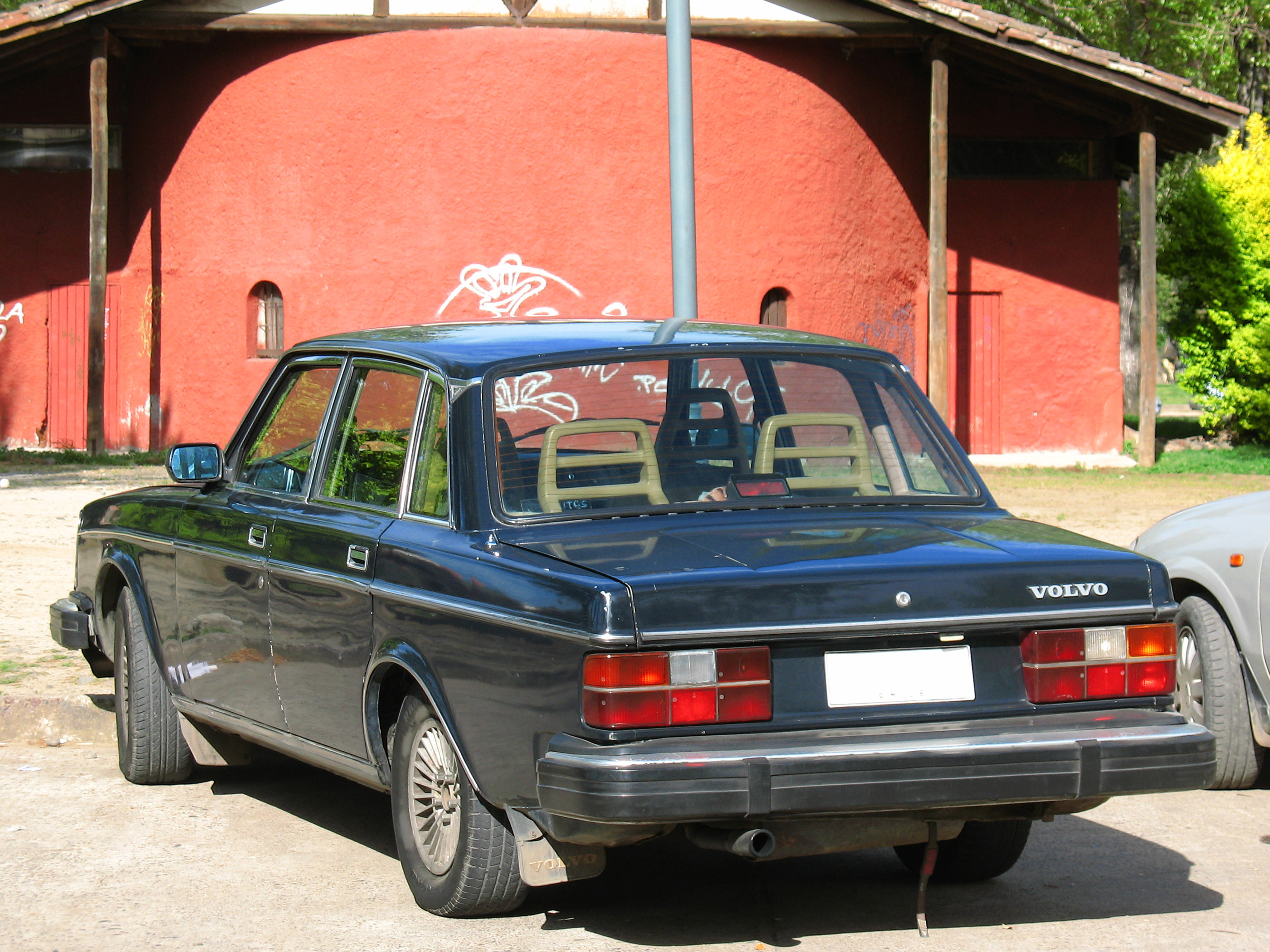
Volvo 264 (1979 - 1980)

### Deuxième série (1977 - 1979)
Une légère évolution a eu lieu en août 1977 (millésime 78) : des chromes apparaissent sur le pourtour de la calandre et des feux. Ceux qui étaient sur les ailes et le capot sont supprimés. Les phares deviennent carrés ou rectangulaires et le 2,0 litres passe de 82 à 90 ch à la suite de l'introduction de nouveaux carburateurs. Le 2,1 litres voit sa puissance grimper à 100 ch grâce à la même opération.
En 1978, c'est  l'arrivée de la 242 GT avec son 4 cylindres 2,1 litres développant 123 ch. Cette version n'a pas été vendue dans la plupart des pays européens (vendue en France cependant).
Pour 1979, la série 240 reçoit une inédite motorisation diesel 6 cylindres de 82 ch développé communément avec Volkswagen. Il a été présent sous le capot du WV LT. Contrairement à la règle des dénominations chez Volvo, elle reçoit le nom de 240 alors qu'avec ses 6 cylindres, elle aurait dû être appelée 260. La 242 GT remplace son 2,1 litres par un 2,3 litres et voit sa puissance grimper à 140 ch. Cette version n'a été commercialisée qu'une année.

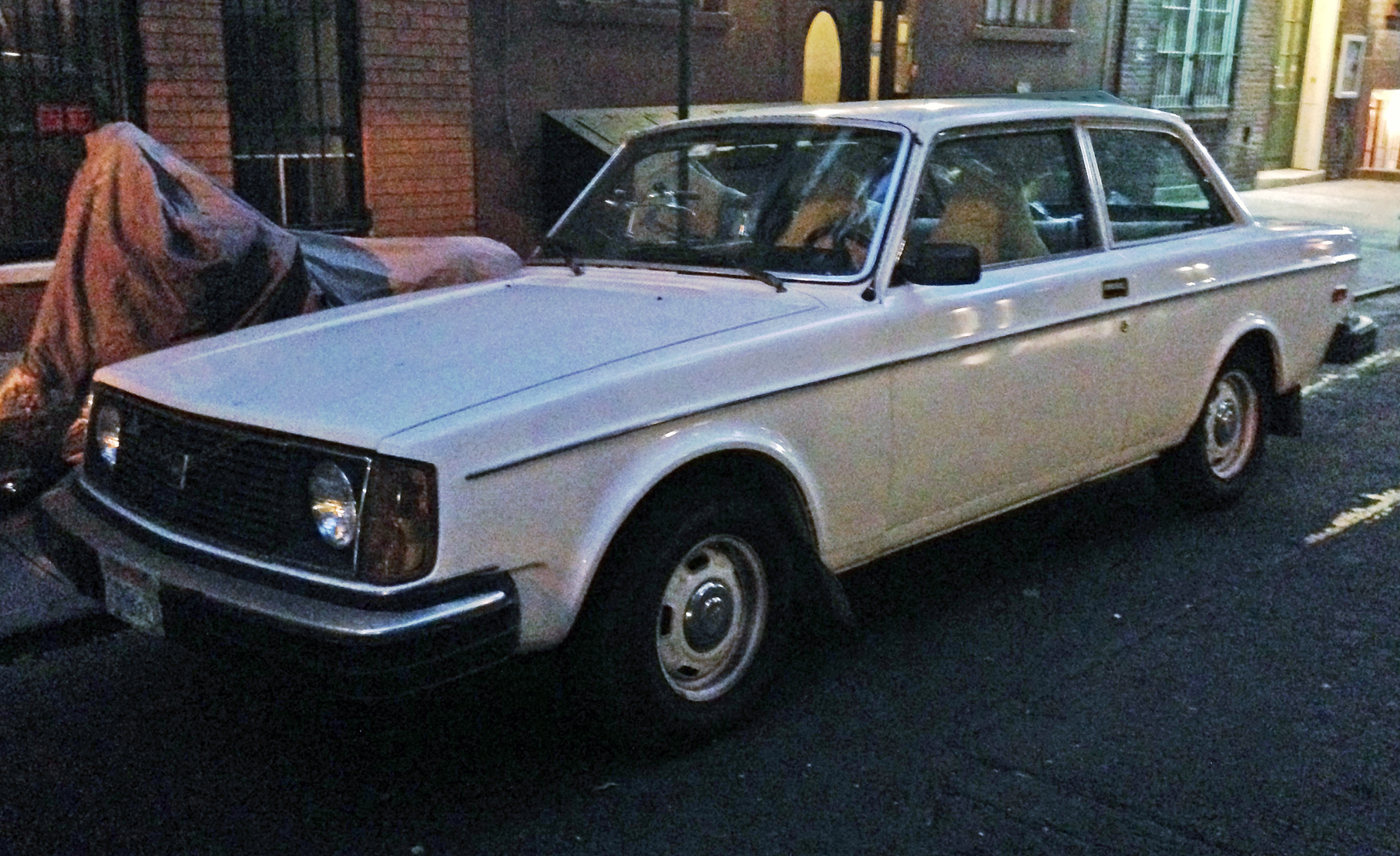
Volvo 242 (1977 - 1979)
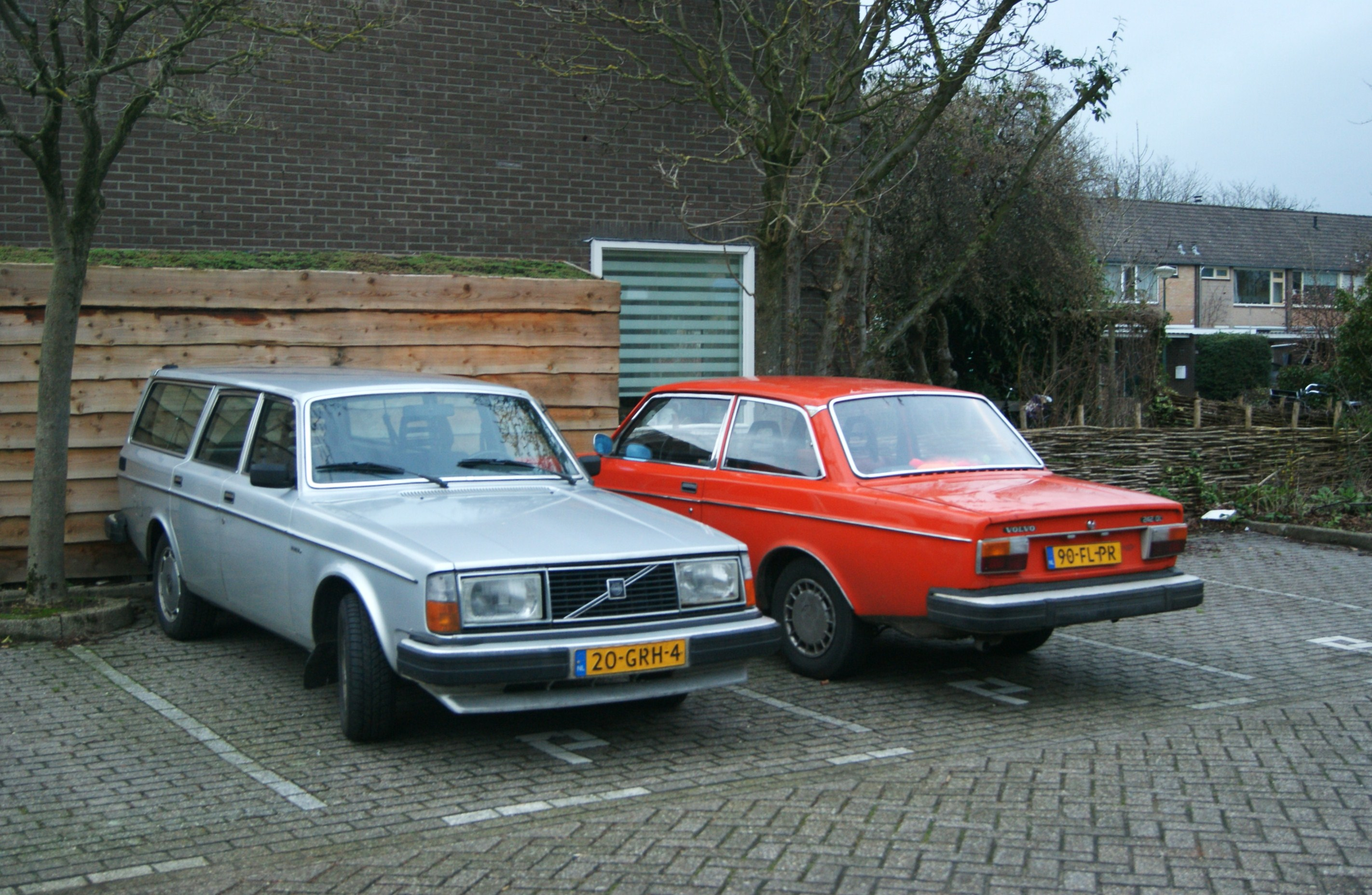
Volvo 242 (1977 - 1979)
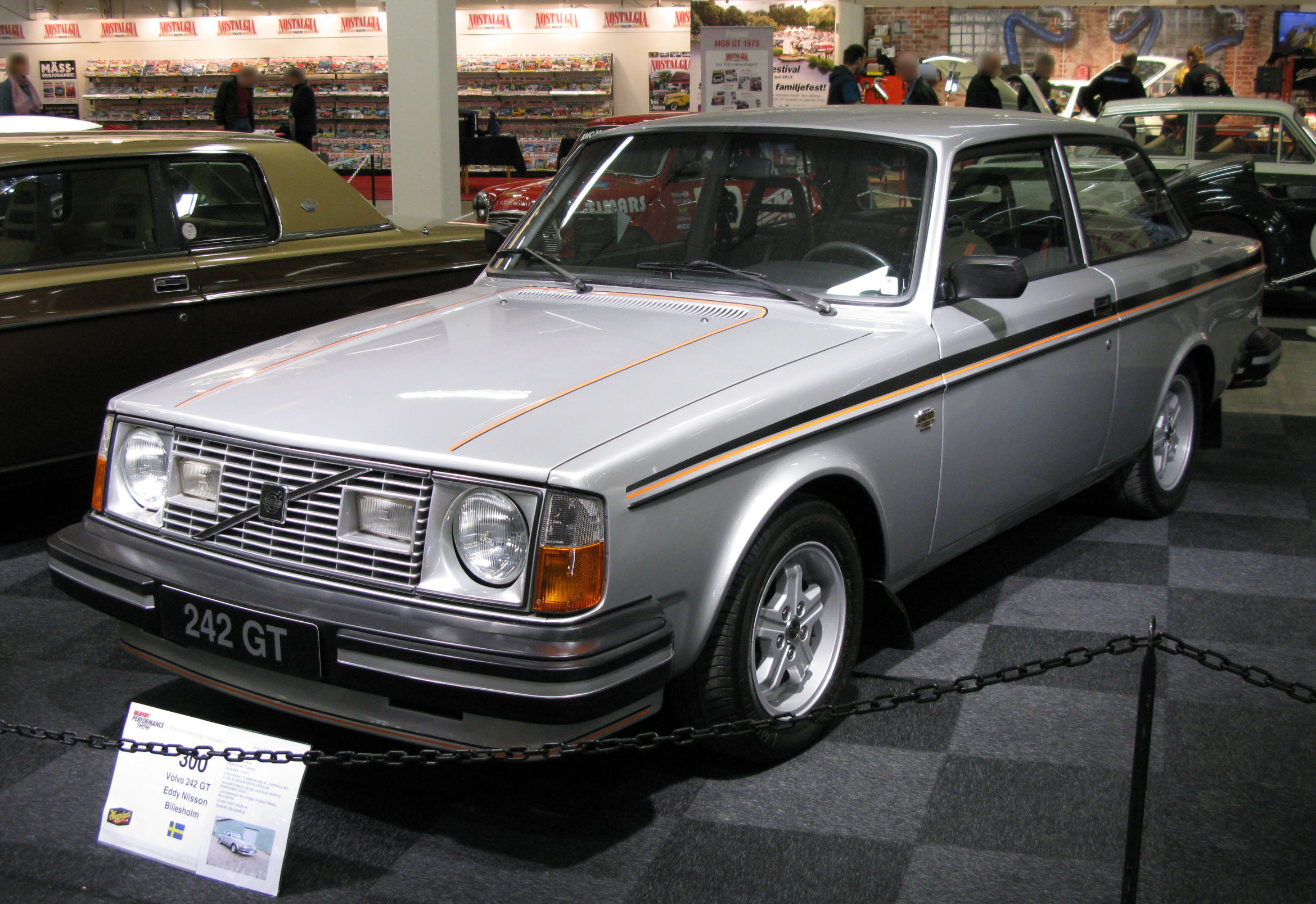
Volvo 242 GT (1979)
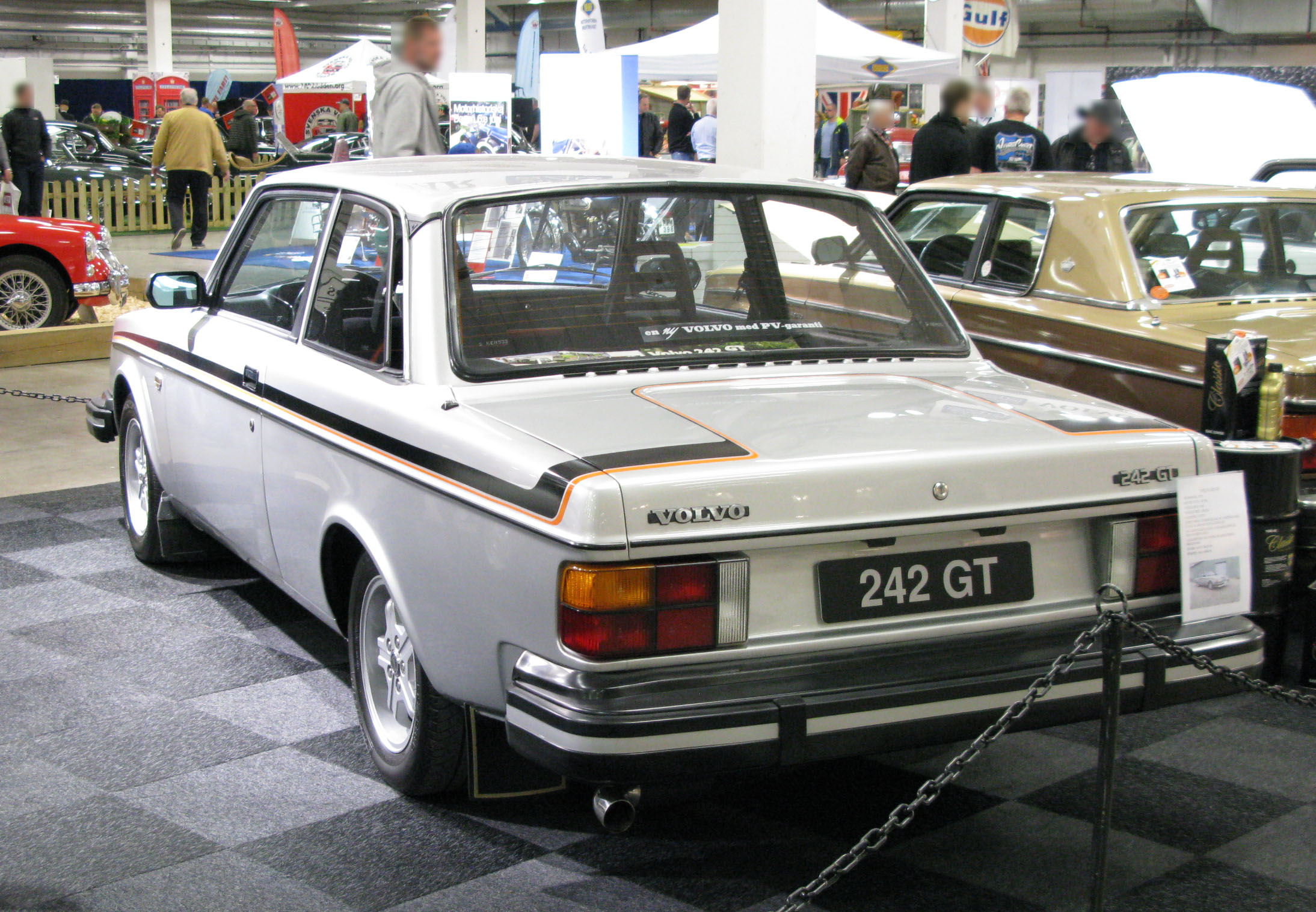
Volvo 242 GT (1979)
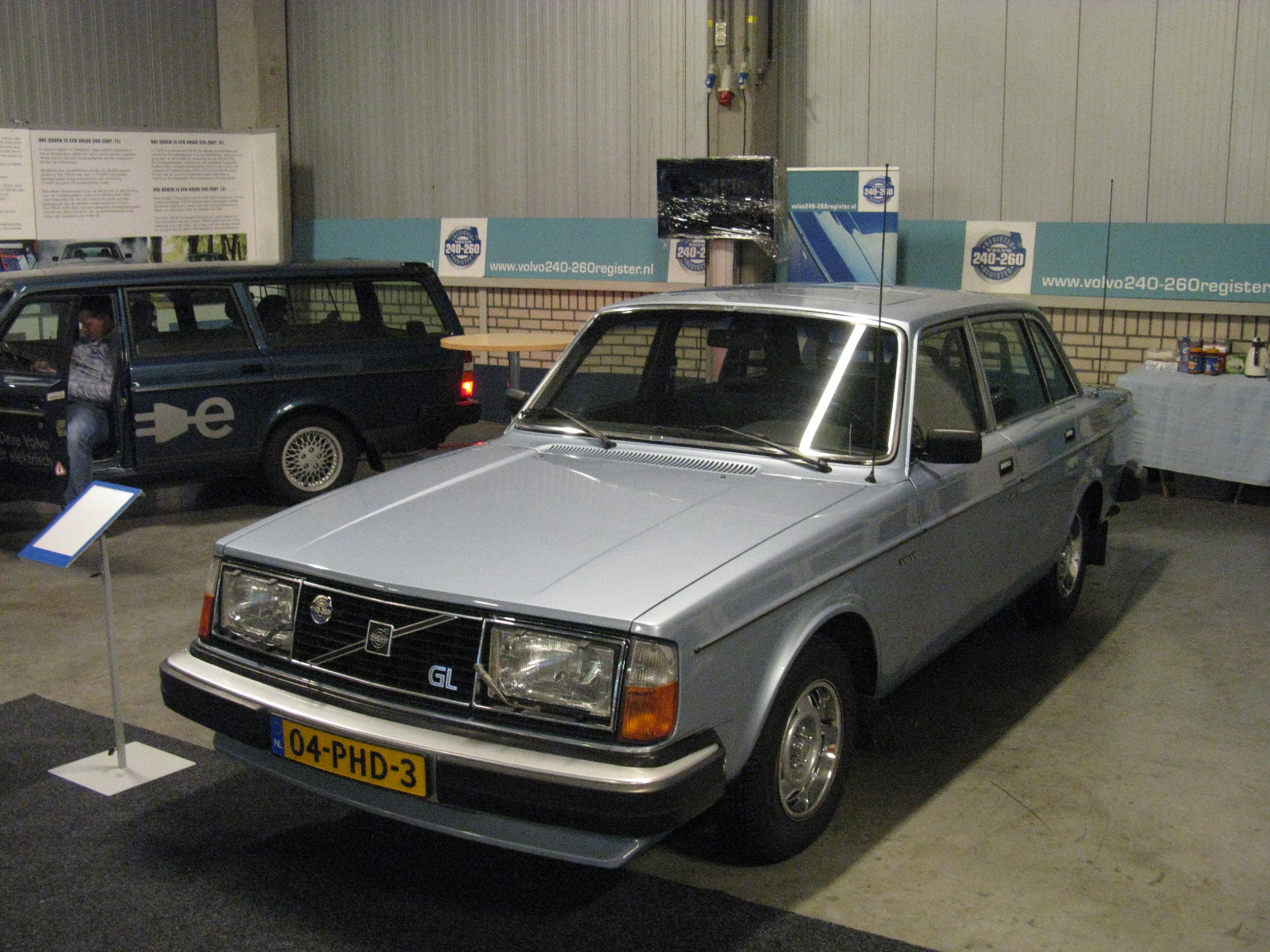
Volvo 244 (1977 - 1979)
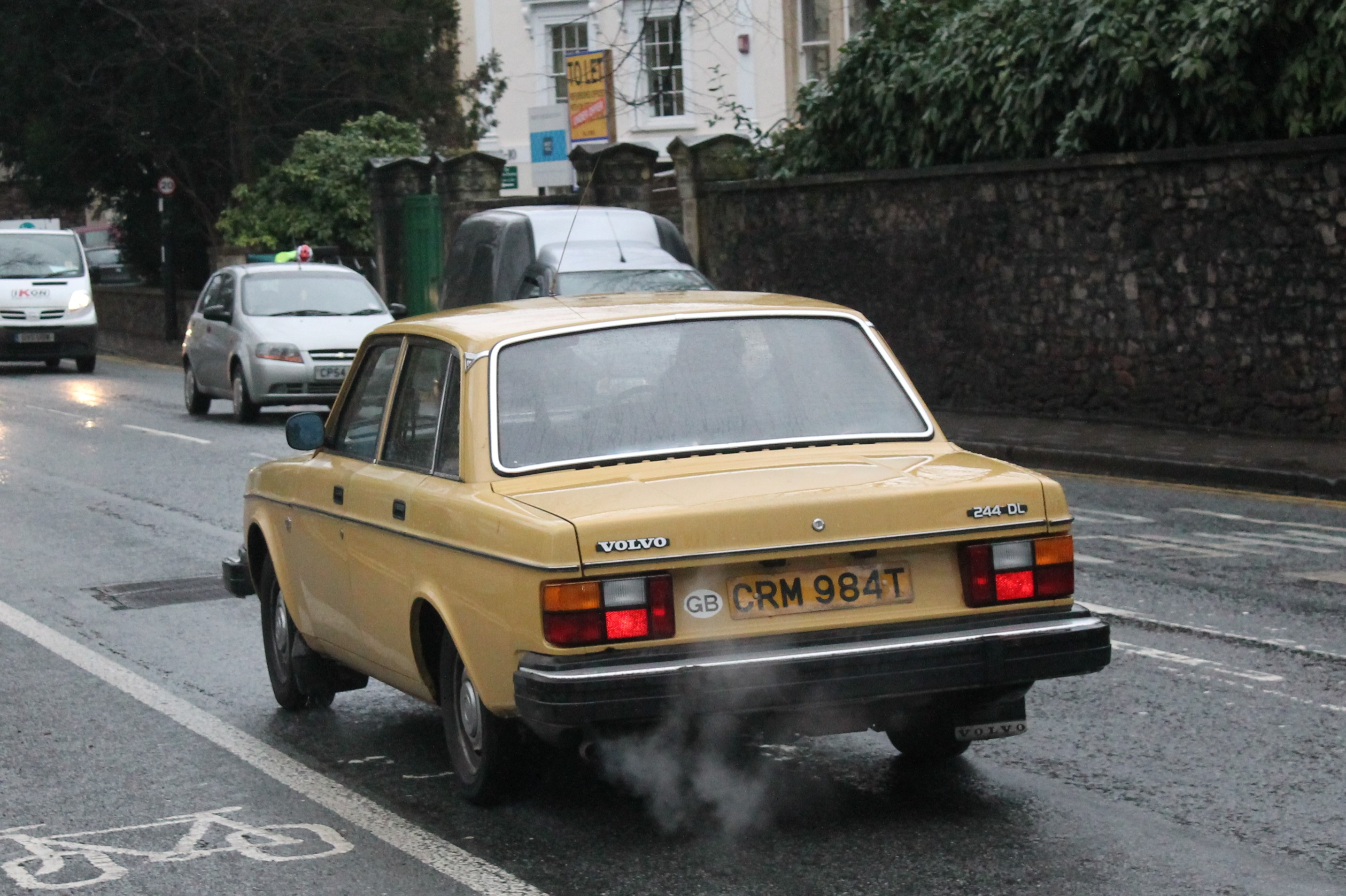
Volvo 244 (1977 - 1979)
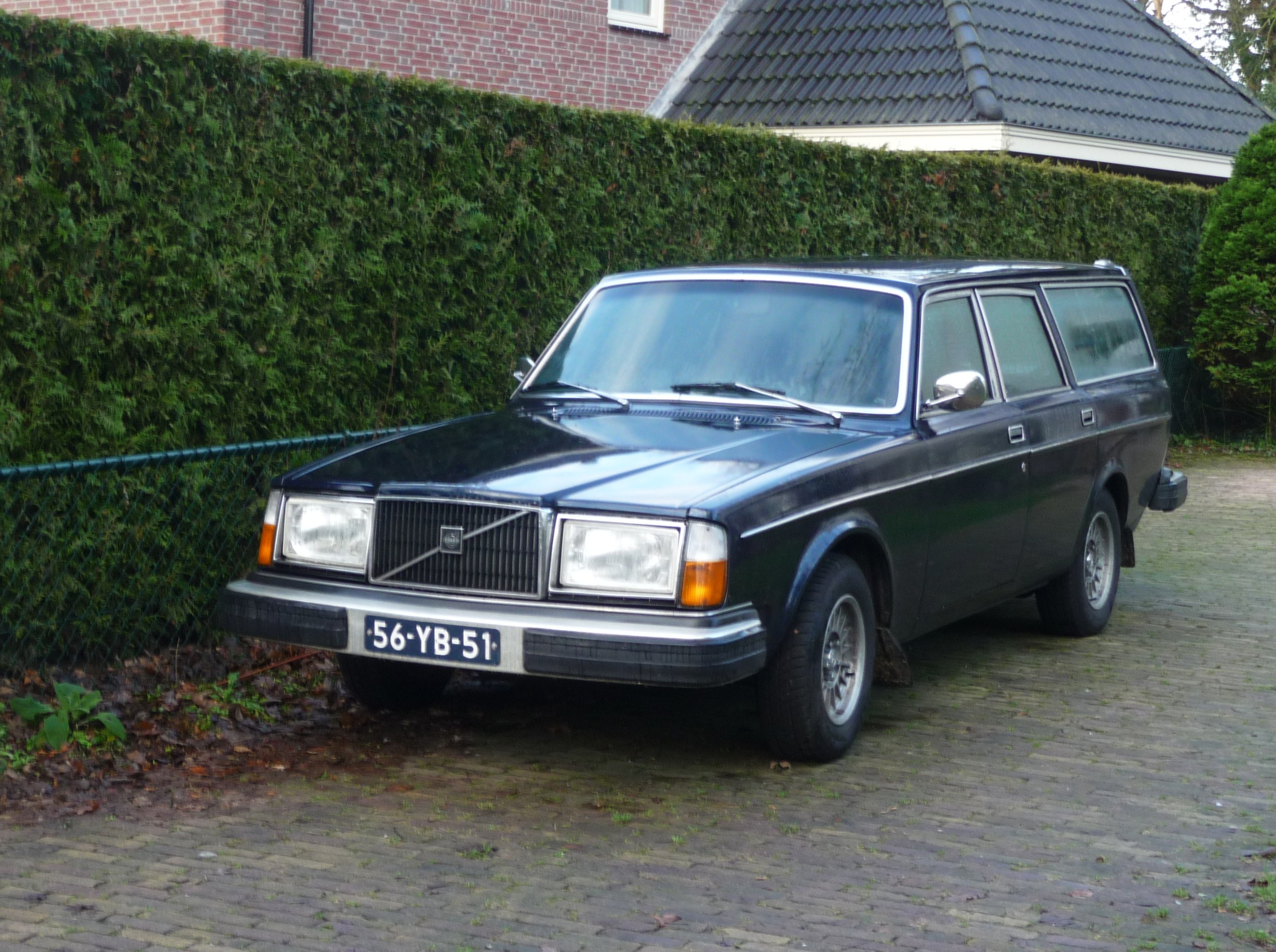
Volvo 245 (1977 - 1979)
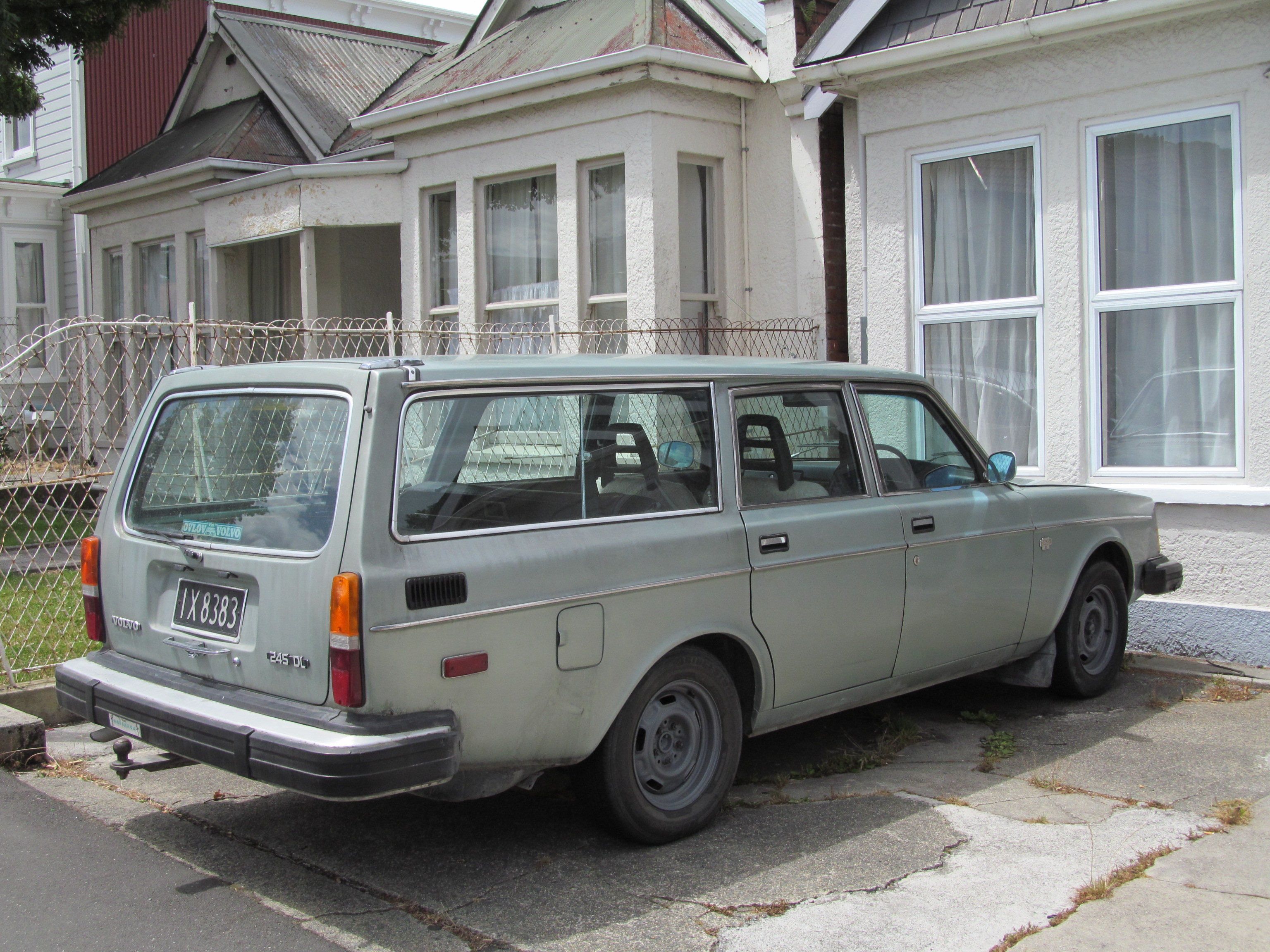
Volvo 245 (1977 - 1979)

### Troisième série (1980 - 1984)

#### 240
On reconnait la troisième série à sa calandre à pourtour entièrement chromé. Pour le millésime 1980, la série 240 est retouchée : nouvelle face avant et l'arrière est retouché. La gamme des moteurs est simplifiée : le 2,0 litres à carburateur disparaît et le 2,1 litre à carburateur ne change pas. En revanche le 2,1 litres à injection voit sa puissance grimper à 123 ch sous l’appellation GLE et on retrouve également le 2,3 atmosphérique de 136 ch sous le capot des berline et break sous le nom GLT. Ces nouvelles appellations remplacent les L, DL et GL. Aux États-Unis, la 242 GT, siglée "GT" est renouvelée pour un an.
En 1980, le V6 PRV des 260 passe à 2,8 litre.
En 1981 on note le lancement de la 244 Turbo et son 4 cylindres 2,1 litres développant 155 ch, (Volvo proposait à son catalogue d'accessoires un Intercooler permettant de faire grimper sa puissance à 180 ch). Il a même été décliné plus tard en break sous le nom de 245 Turbo, faisant de cette version le premier break doté d'un moteur essence avec turbo. Une nouvelle planche de bord avec tableau de bord plus imposant est installé. Il est désormais possible d'installer la radio en haut de la planche de bord.

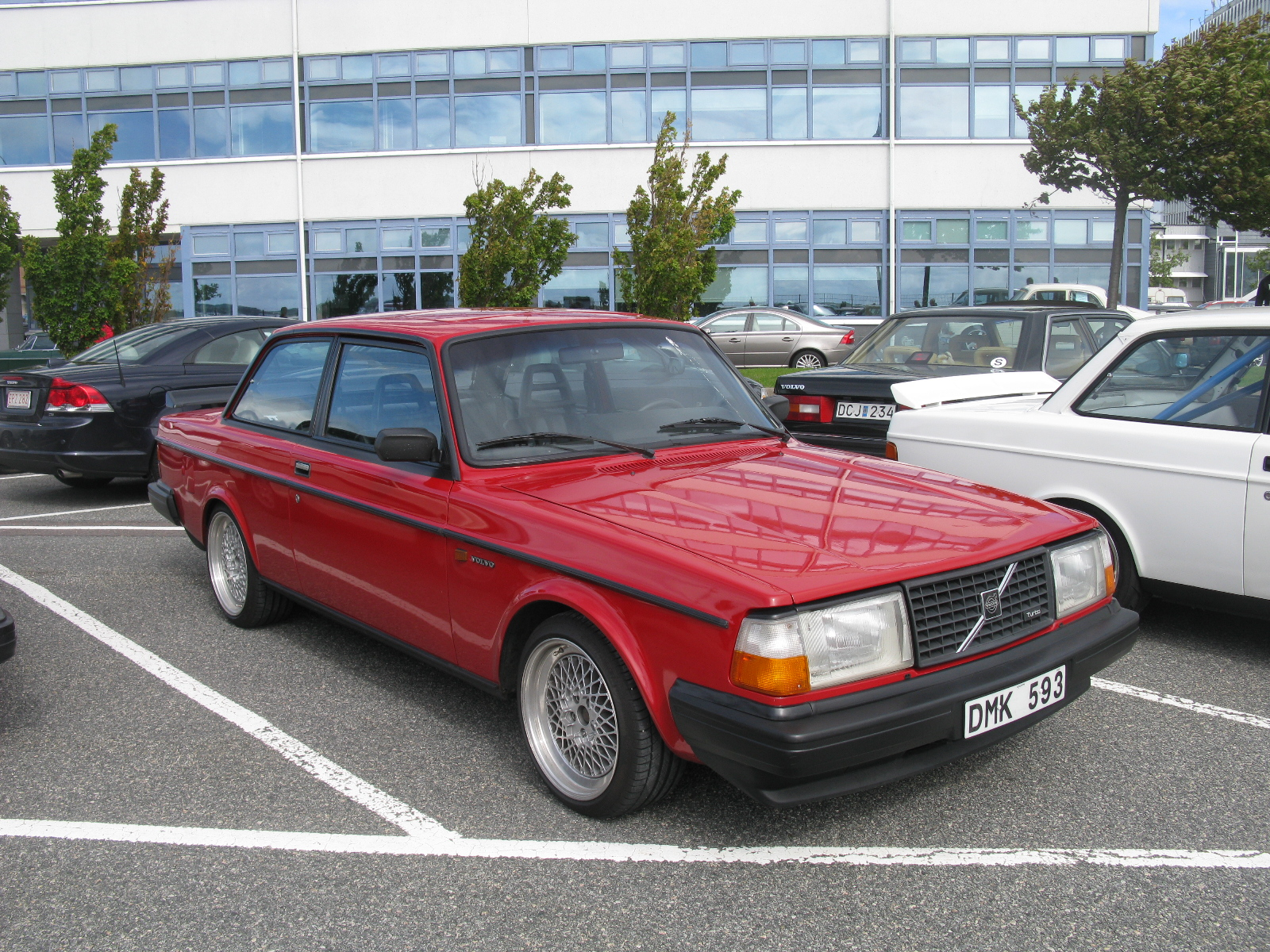
Volvo 242 (1980 - 1984)
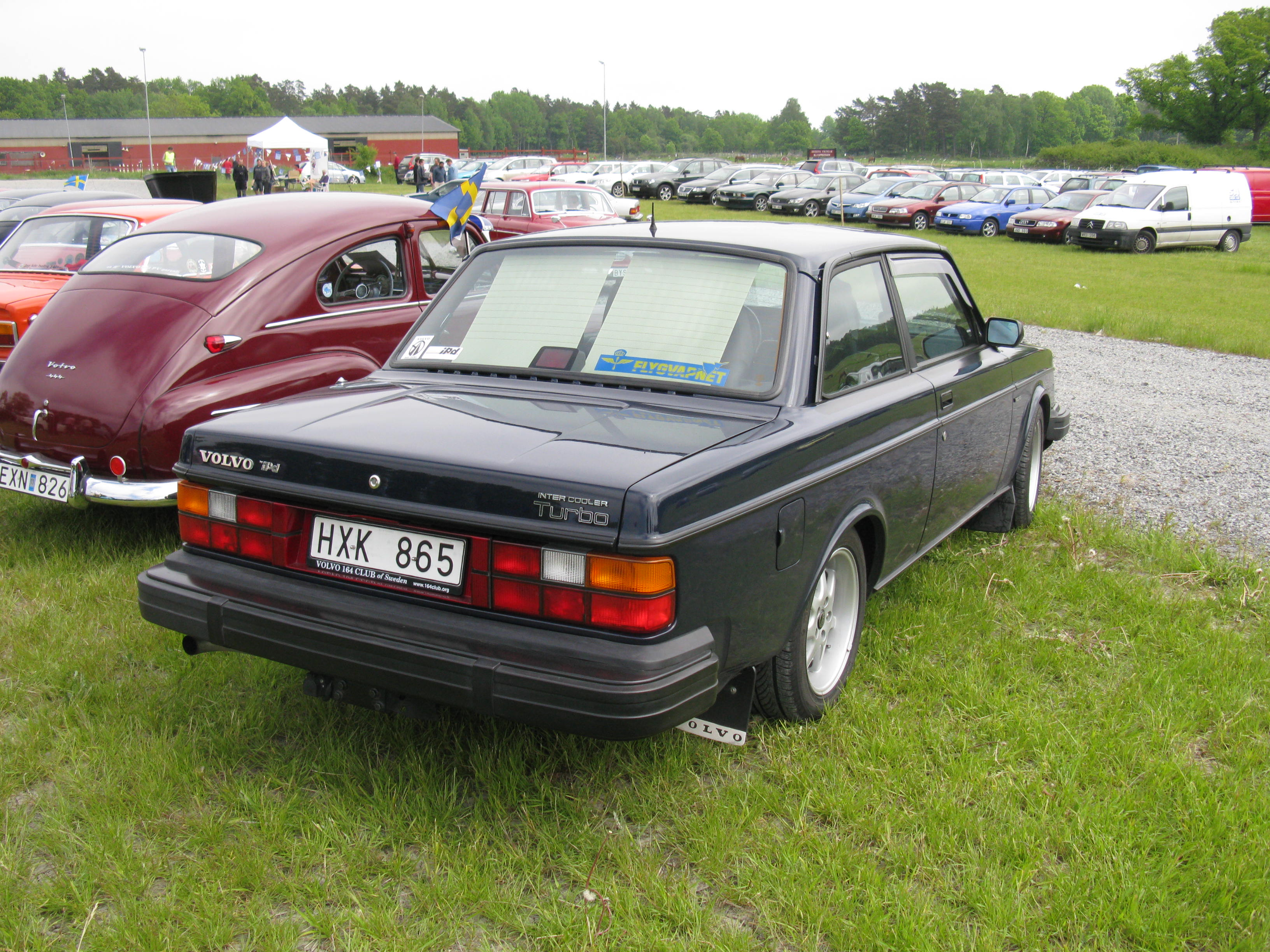
Volvo 242 (1980 - 1984)
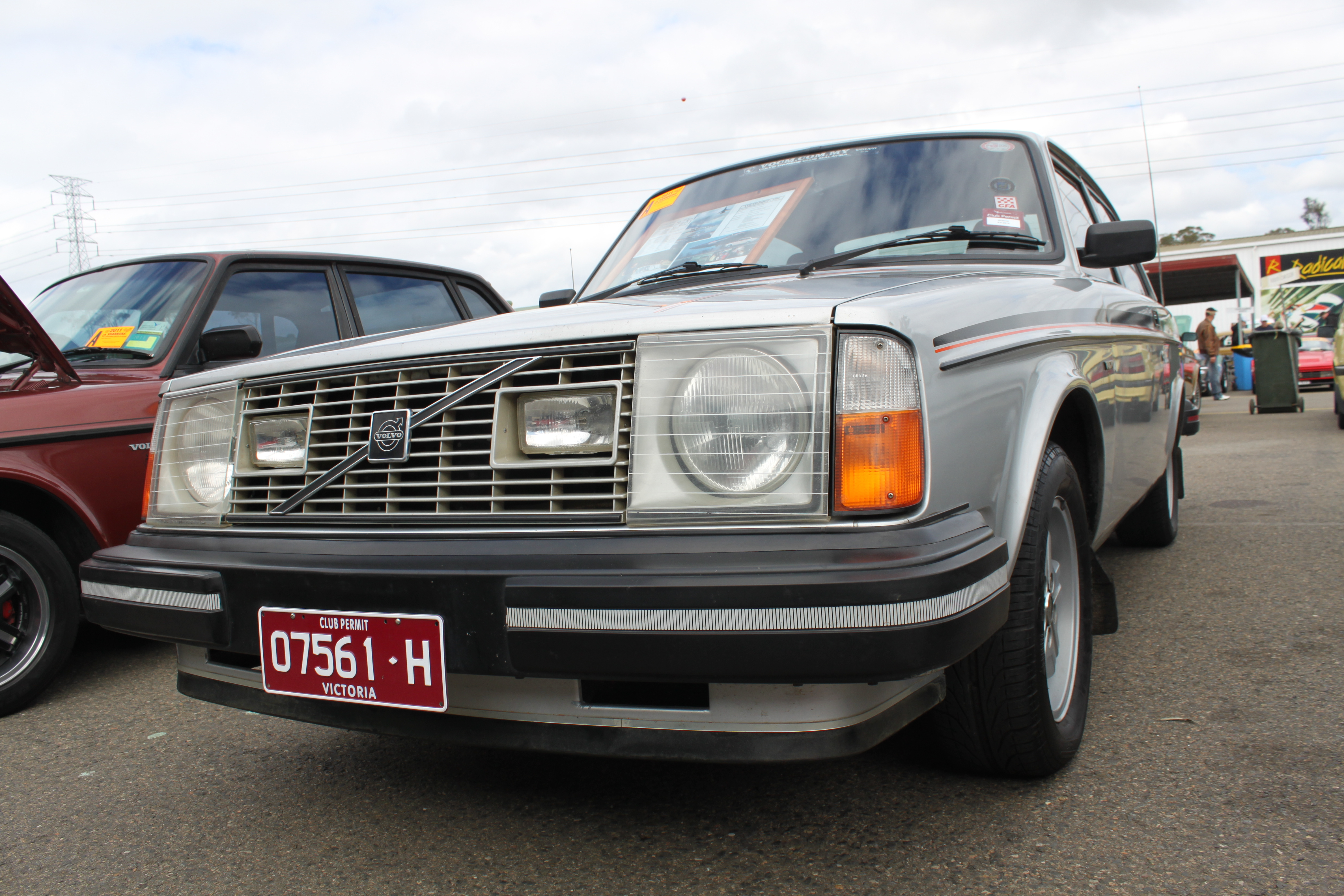
Volvo GT (1980)
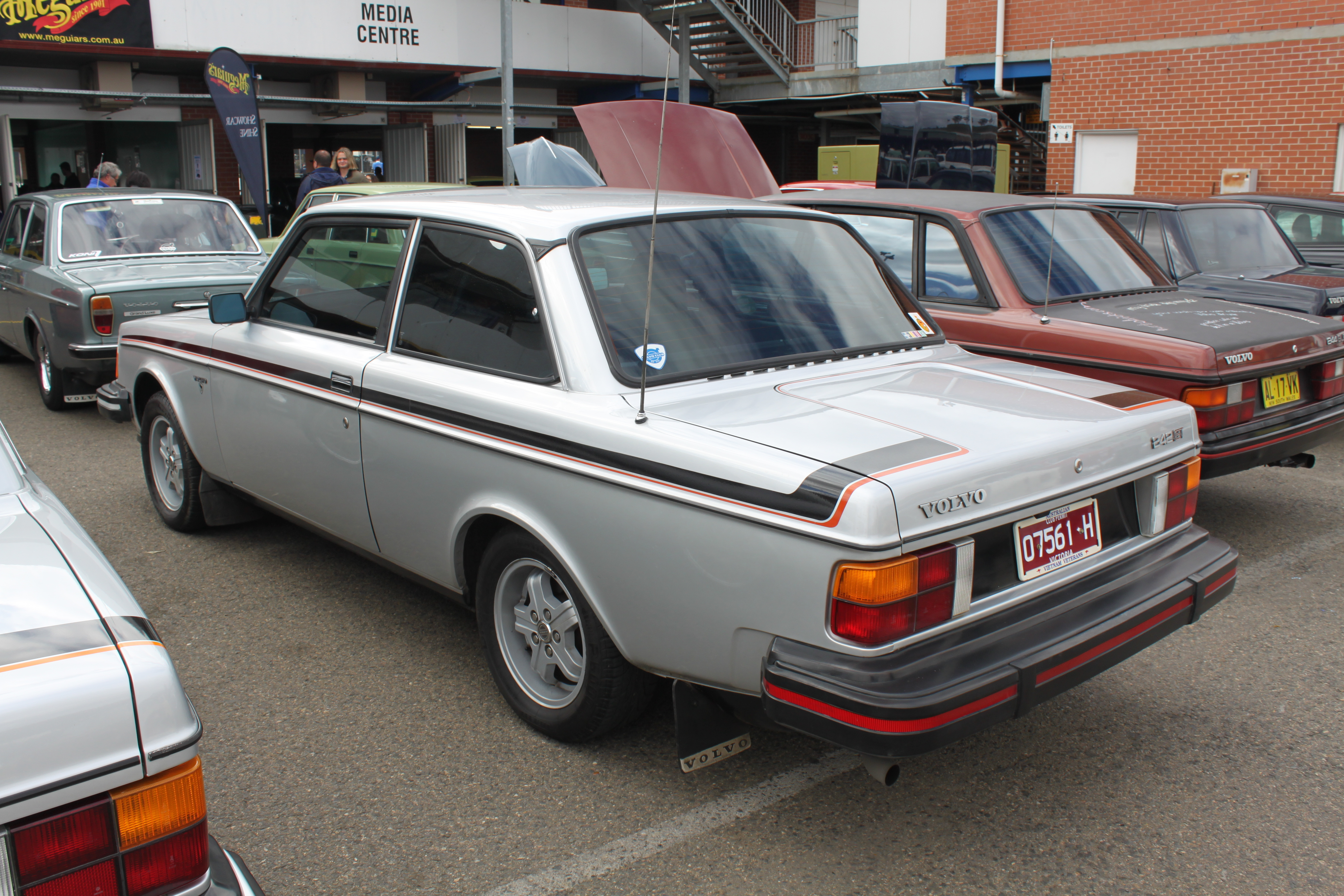
Volvo GT (1980)
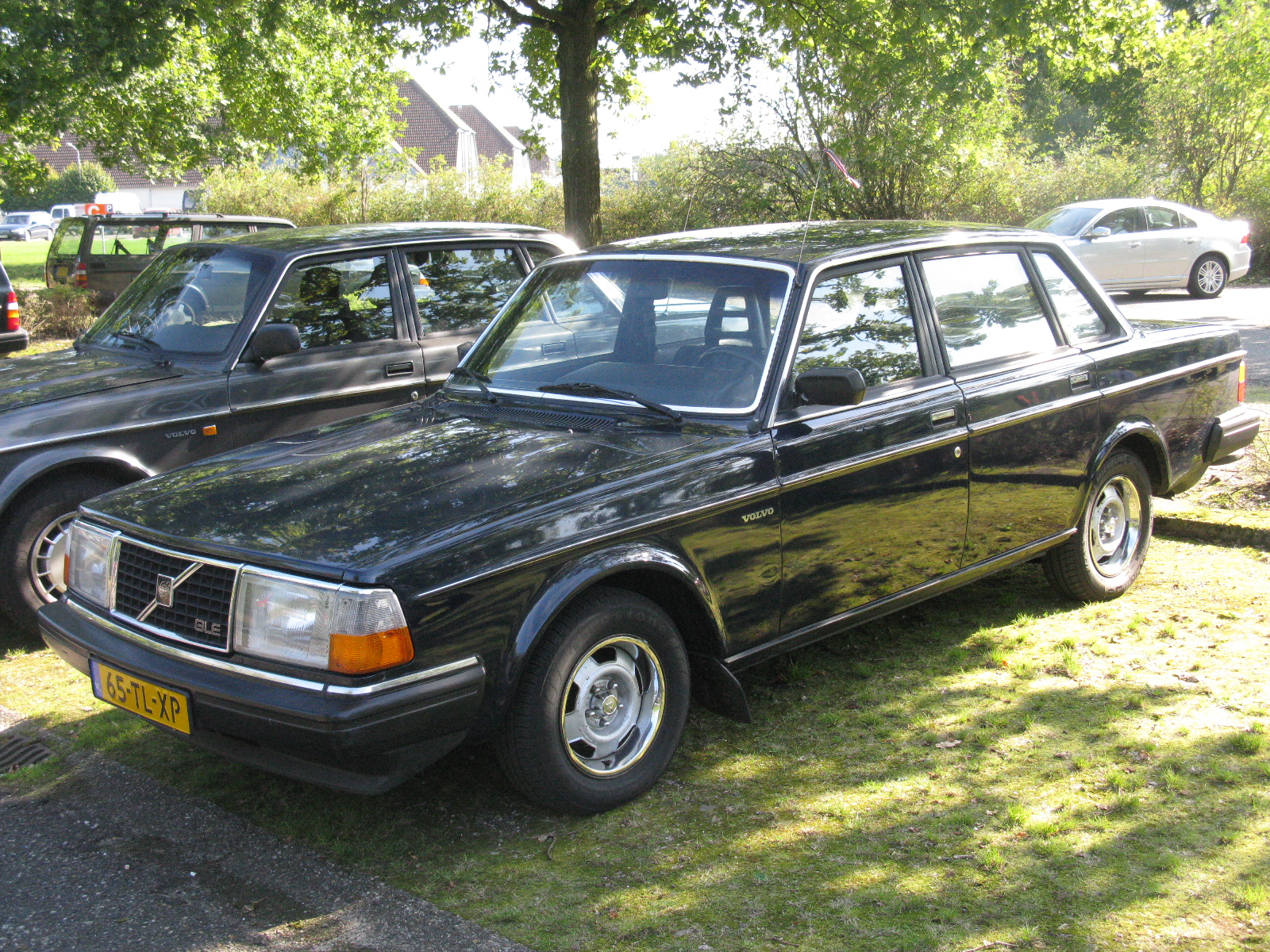
Volvo 244 (1980 - 1984)
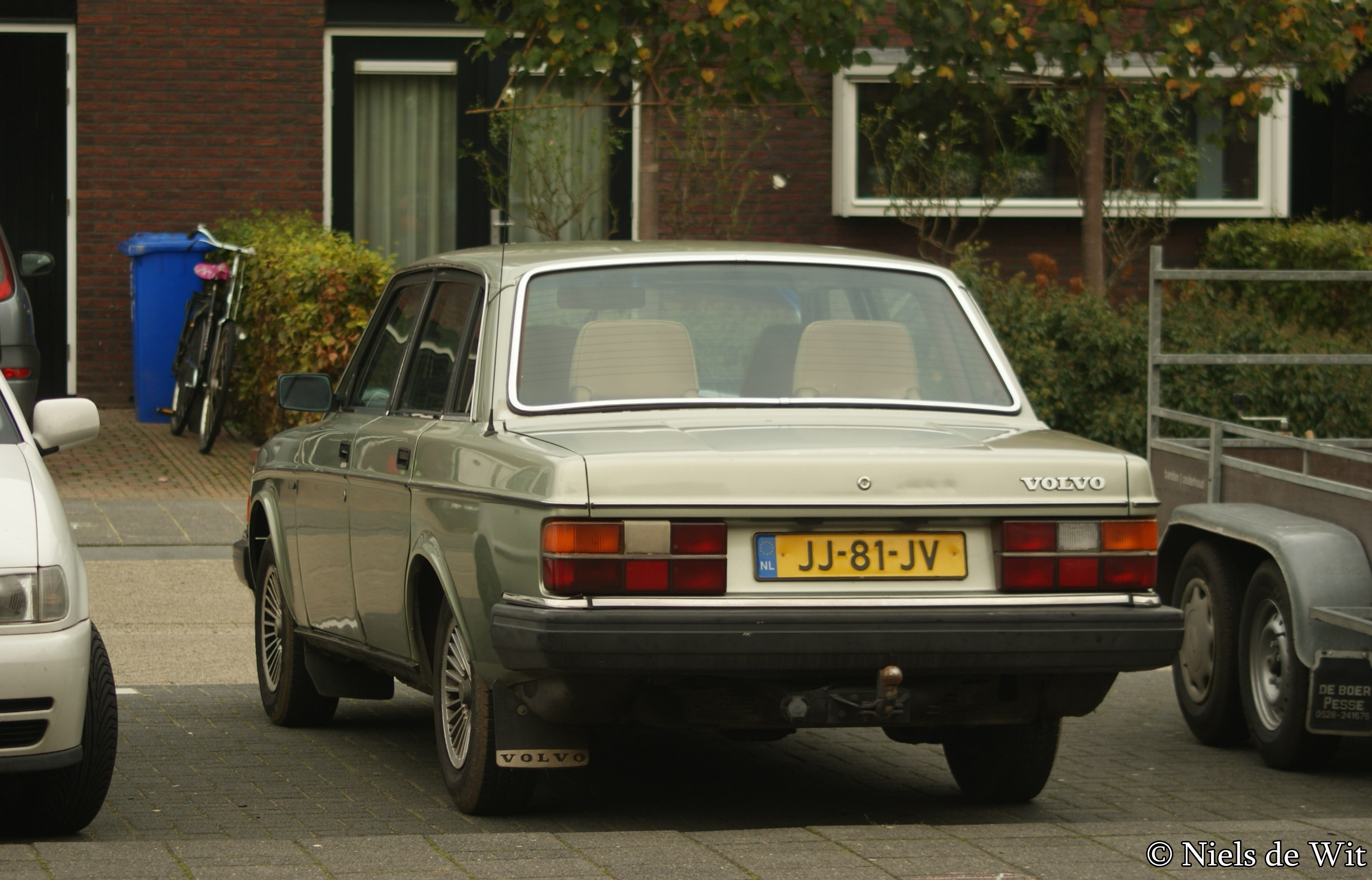
Volvo 244 (1980 - 1984)
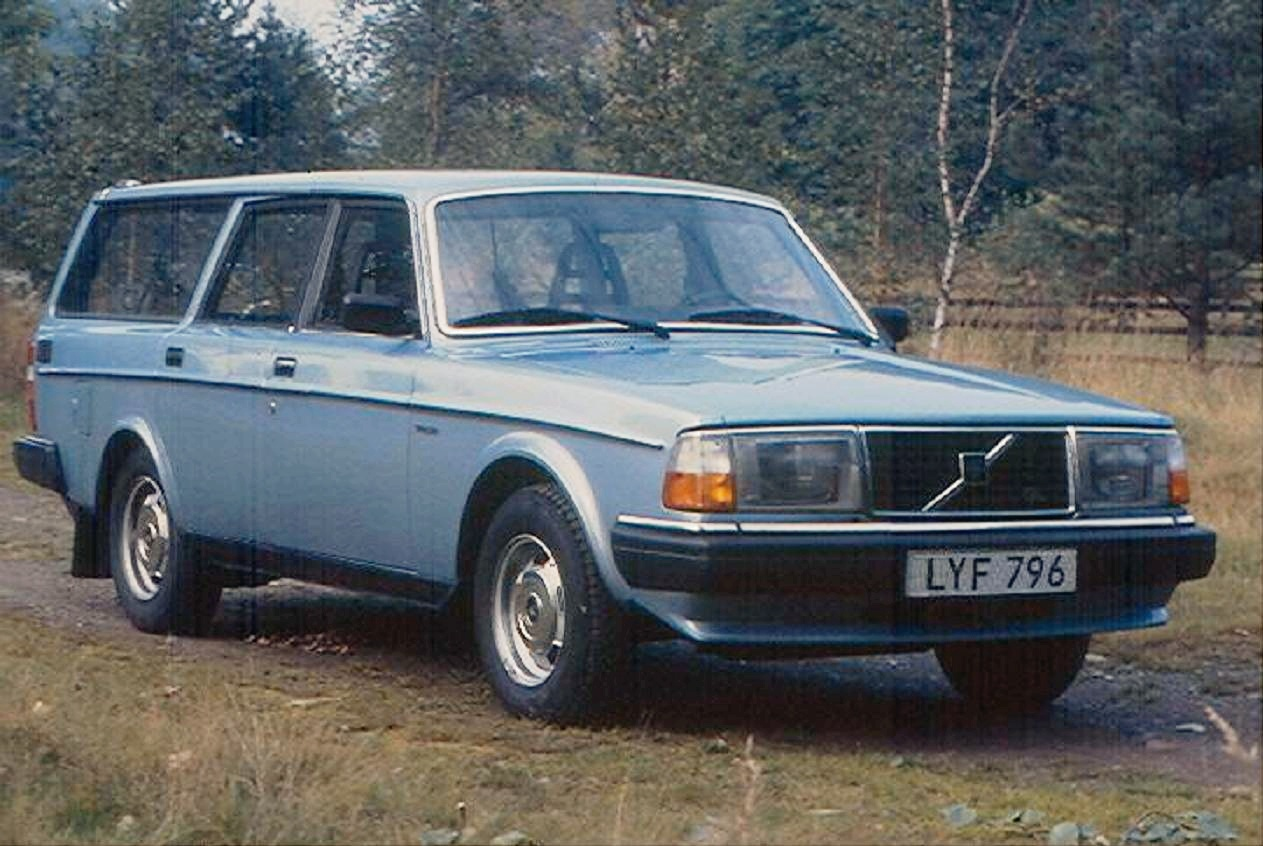
Volvo 245 (1980 - 1984)
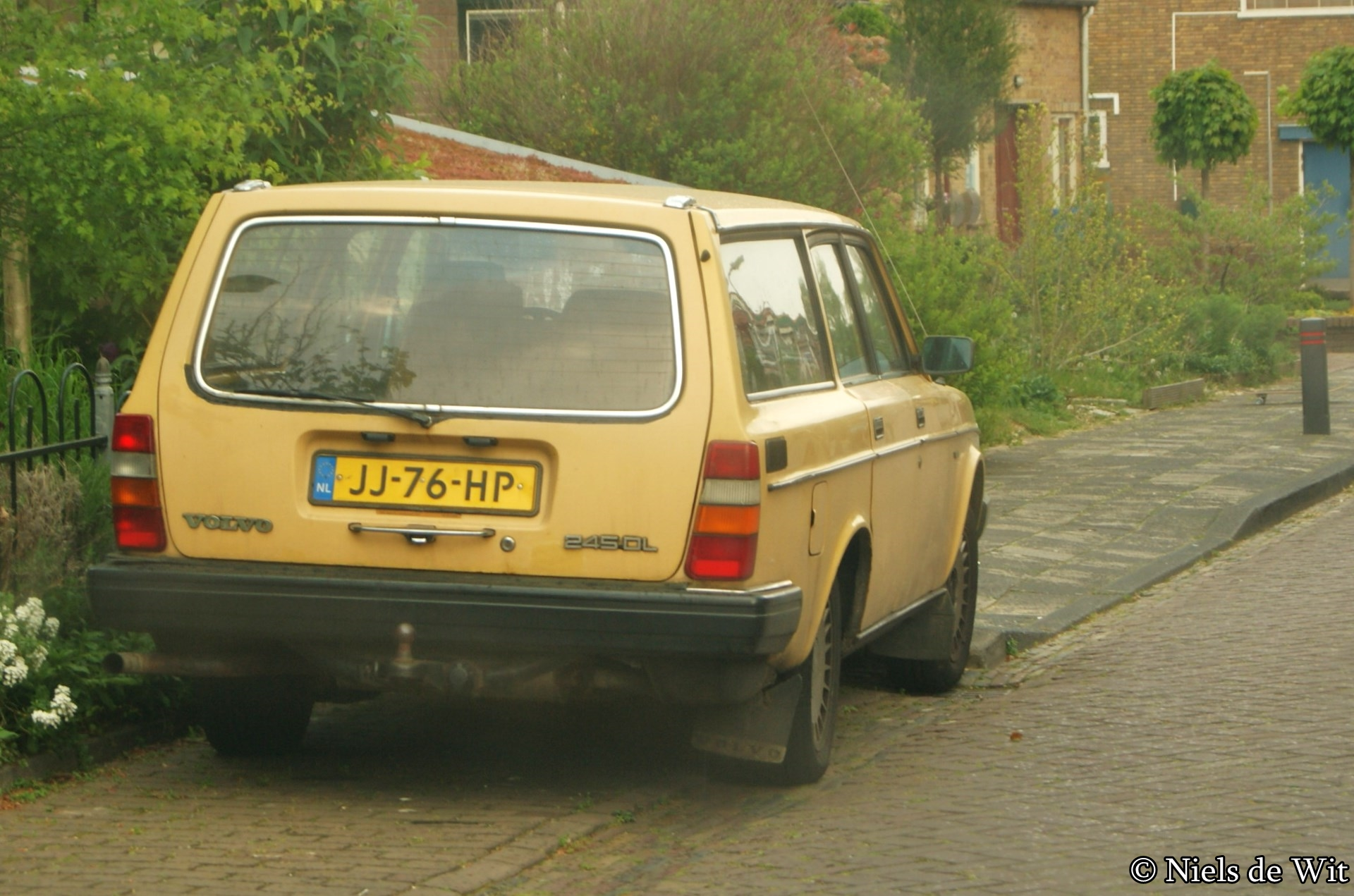
Volvo 245 (1980 - 1984)

#### 264
Une grosse évolution a lieu en 1980. La 264 gagne une nouvelle calandre (reconnaissable à son logo centré), de nouveaux pare-chocs, des phares et clignotants modifiés et un nouveau tableau de bord.
L'évolution est plus importante sous le capot : on note l'abandon de la version à carburateur de la 264. La version injection est modifiée et passe à 2,8 litres et atteint les 156 ch.
La berline 264 quitte le catalogue en 1982 à la suite de l'arrivée de la 760. Au total, 132 390 exemplaires de la 264 sortirent des chaînes des usines Volvo. La refonte des appellations Volvo a modifié le nom de la 265 en 1983. Elle devient alors 260.
Le break 265/260 a connu un sursis jusqu'en 1984, année du lancement du break 760. Au total, 35 061 breaks 265/260 furent produits.

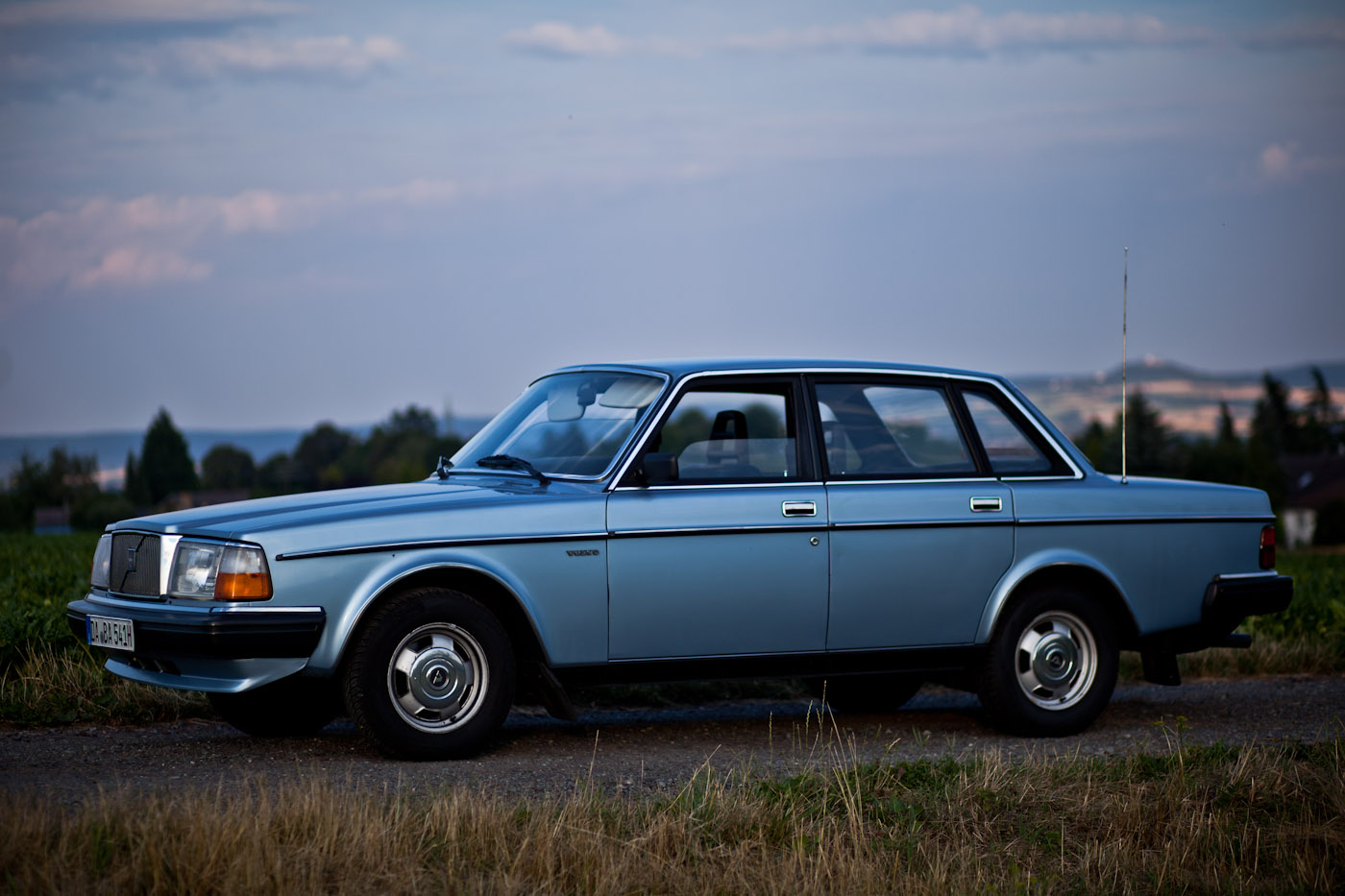
Volvo 264 (1980 - 1982)
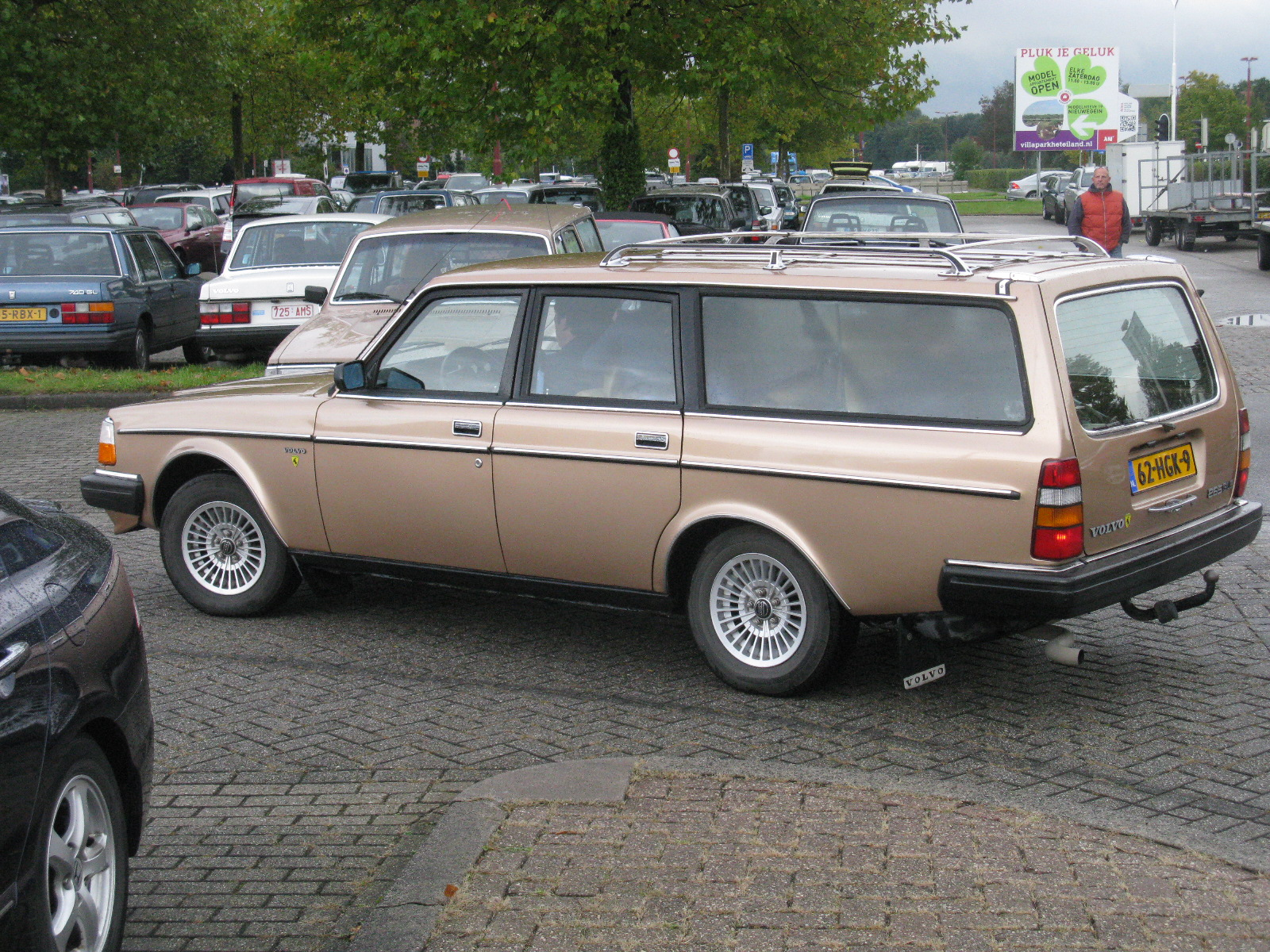
Volvo 265 (1980 - 1984)

### Quatrième série (1984 - 1993)
En 1984, la 242 quitte le catalogue après une production de 242 621 exemplaires. Les nouvelles appellations Volvo changent les 244 et 245 en respectivement 240 et 240 Break. Le 2,0 litres gagne en plus de la version à carburateur, une déclinaison avec injection développant 117 ch. Le 2,3 litres voit sa puissance grimper à 136 ch.
En 1985, la gamme de moteurs essence entièrement reconçue est présentée : l'architecture générale du moteur ne change pas mais de nombreux détails permettent de réduire la consommation, les vibrations et le confort d'utilisation. La gamme des motorisations en France est cependant réduite puisque ne sont proposés que le 2,0 litres injection de 117 ch et le diesel de 79 ch. La boite automatique n'est plus disponible en France et la boite de vitesses manuelle est à 5 rapports (suppression de l'overdrive).
En 1987 la 240 Diamant est présentée pour célébrer les 60 ans de la marque. Elle se distingue notamment par sa couleur unique noire et ses jantes aluminium à 25 rayons. Elle est équipée de série de sa galerie de toit type américaine. Elle ne sera produite qu'un an et sera disponible en 4 cylindres essence et 6 cylindres diesel.
Pour 1991, la berline quitte la plupart des marchés européens dont la France et l'Allemagne. En tout c'est 1 483 399 berlines 244/240 qui sont sorties des usines Volvo.
En 1993, en raison des nouvelles normes antipollution, la puissance du diesel chute à 79 ch et de l'essence à 112 ch. Seul le break est conservé et prend l’appellation Le Break en France. 959 151 exemplaires du break 245/240 sont sorties des usines Volvo.
Pour signer la fin de sa production Volvo sort la même année la série Classic une série limitée à 1600 exemplaires. Le dernier exemplaire quitte l'usine de Göteborg le 14 mai 1993.
En additionnant les ventes des familles 240 et 260 on atteint les 2 855 861 exemplaires vendus, ce qui en fait la Volvo la plus vendue de l'histoire.

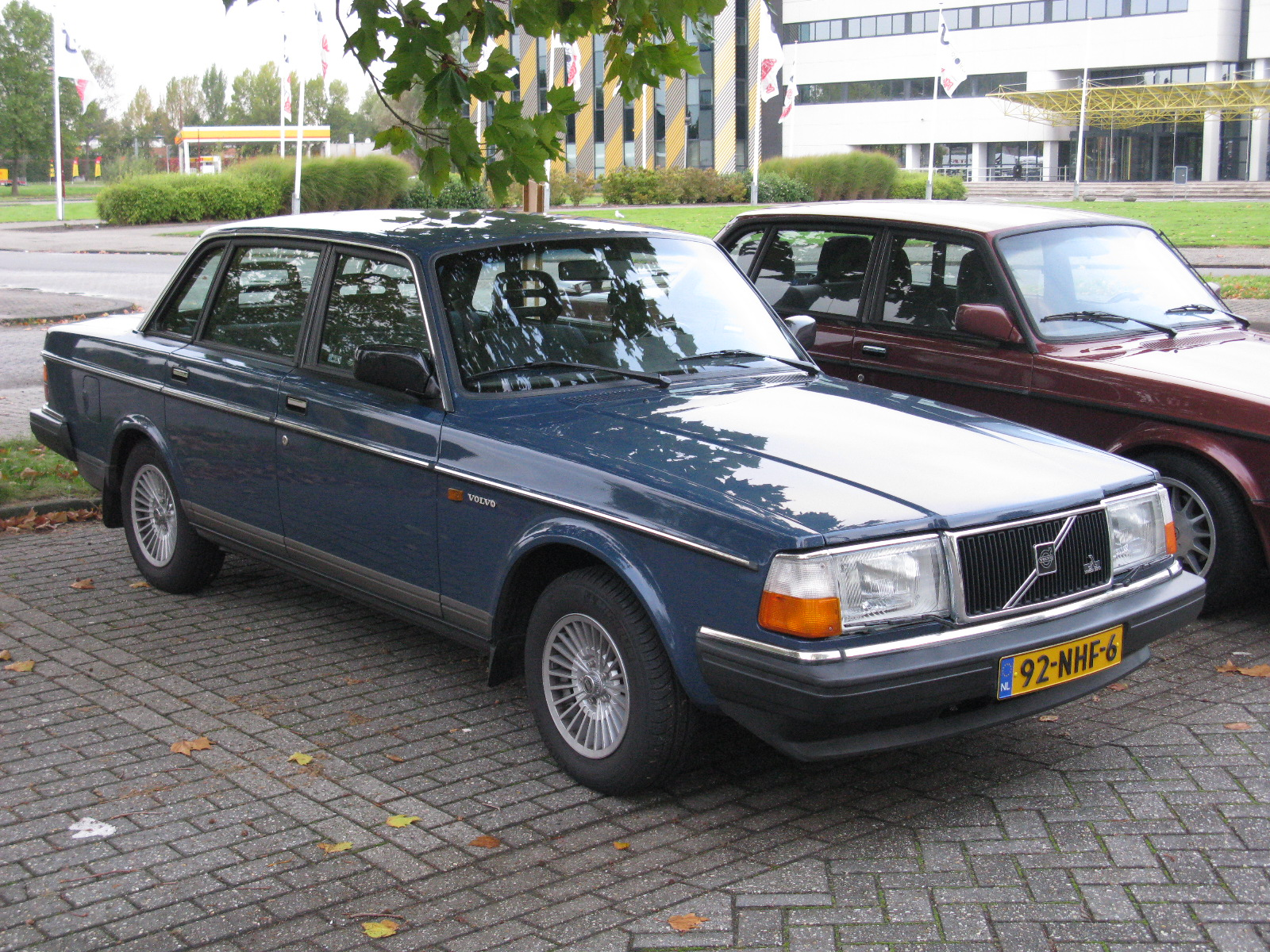
Volvo 240 (1984 - 1991)
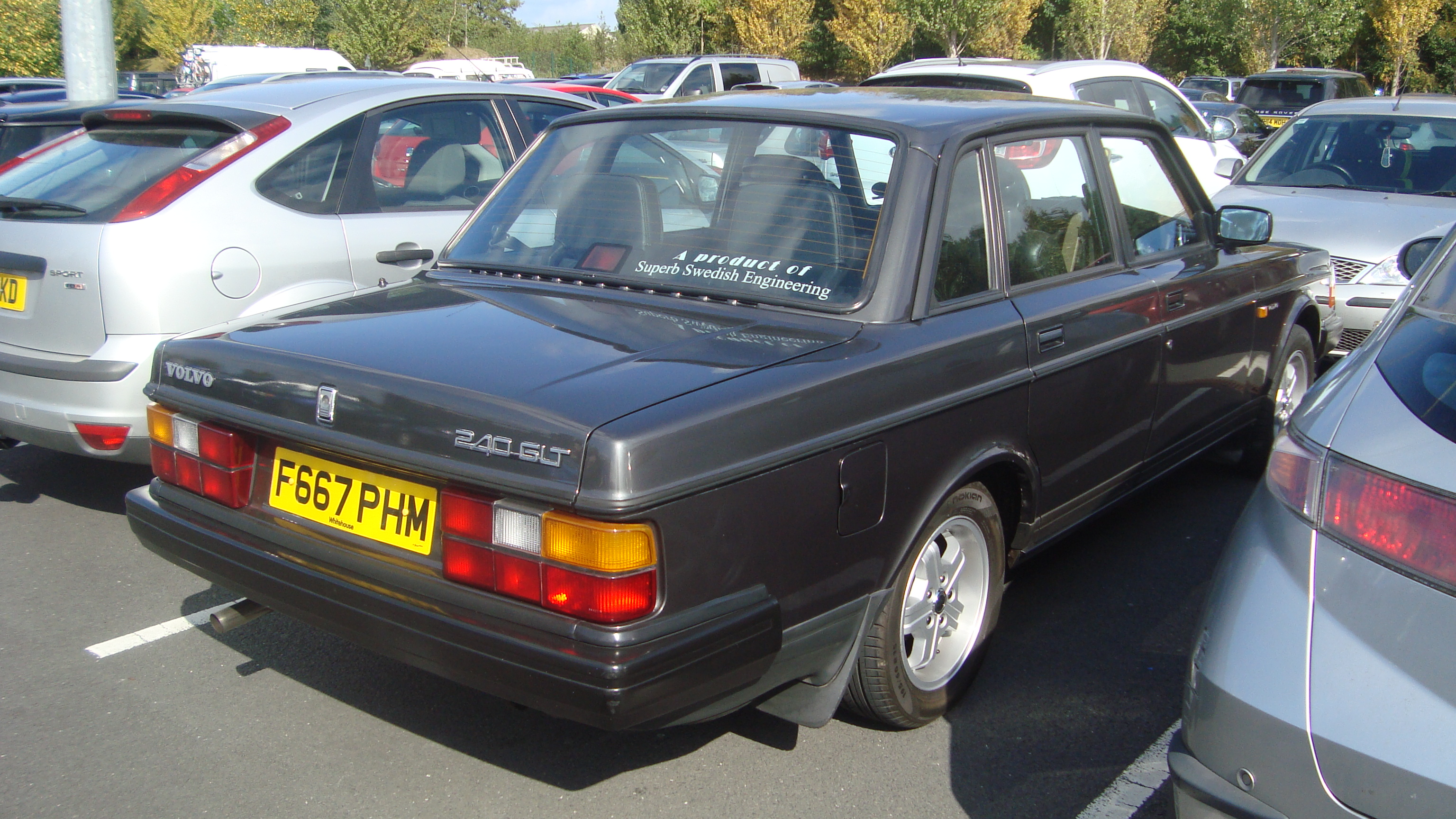
Volvo 240 (1984 - 1991)
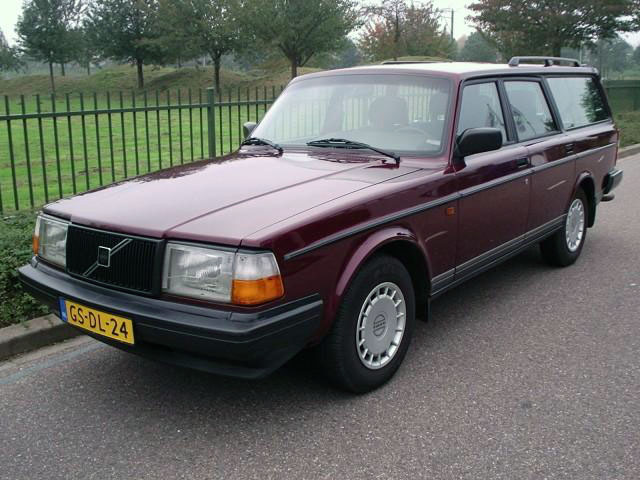
Volvo 240 Break (1984 - 1993)
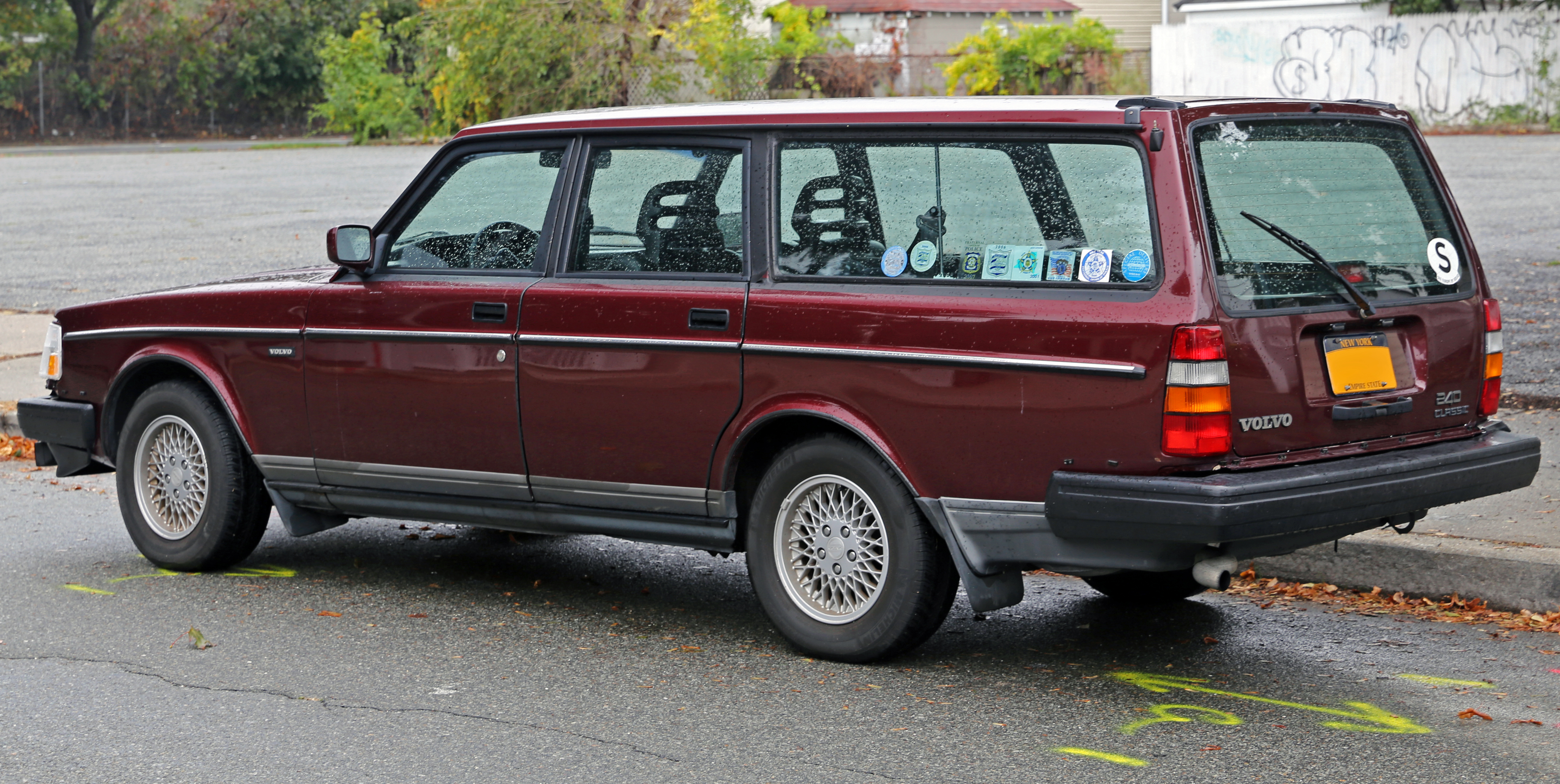
Volvo 240 Break (1984 - 1993)

### 264 TE
Il a existé une version rallongée de la berline 264, la 264 TE produite entre 1976 et 1982. Par rapport à la 264 d'origine, la TE est allongée de 70 cm et possède un intérieur en cuir spécifique bleu clair ou gris. Il y a une troisième rangée de sièges sous forme de deux strapontins dos à la route.
Il s'agissait des voitures officielles de l'État en Suède et en République démocratique allemande.
Un total de 335 exemplaires furent construits.

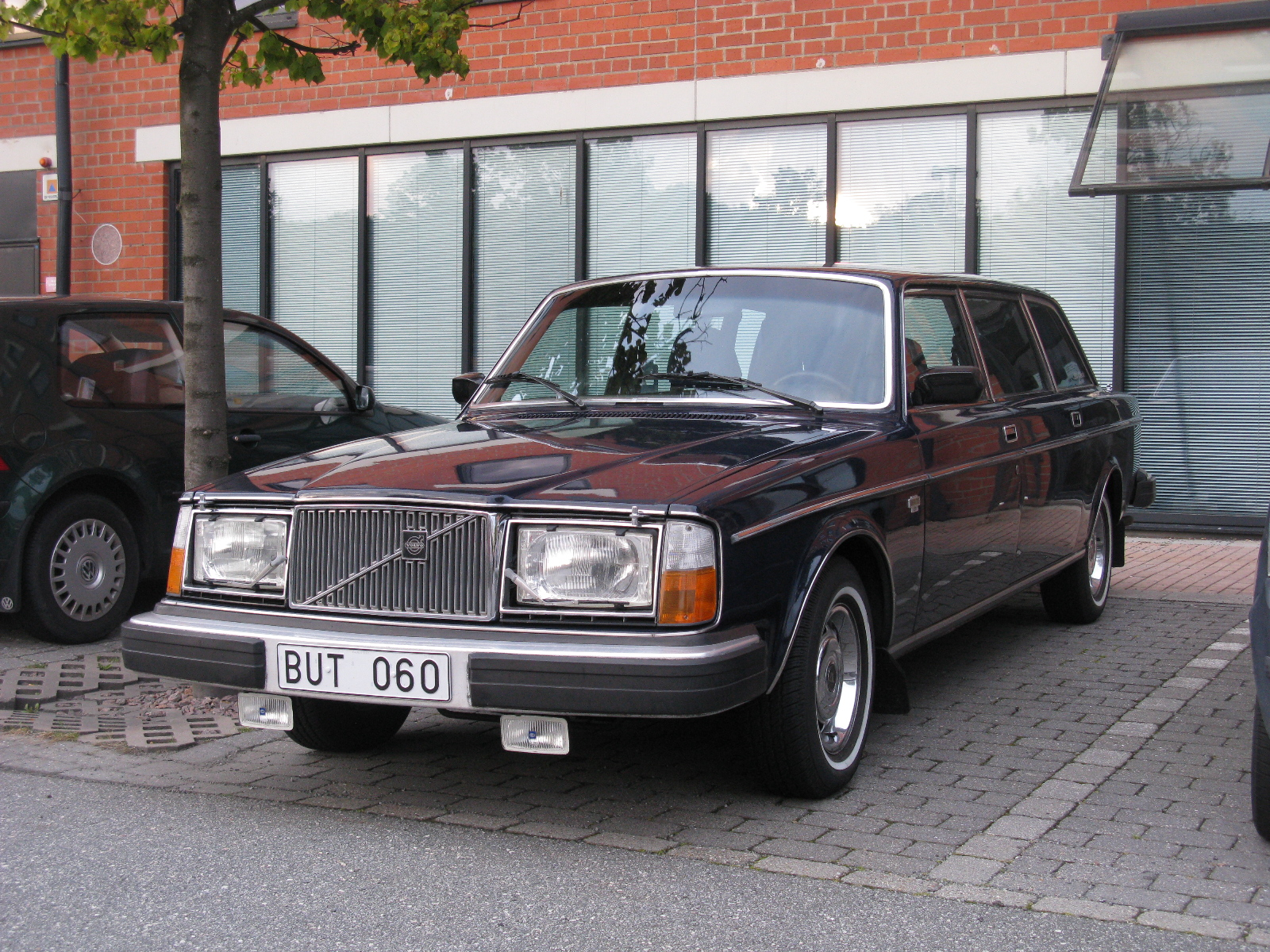
Volvo 264 TE (1976 - 1984)
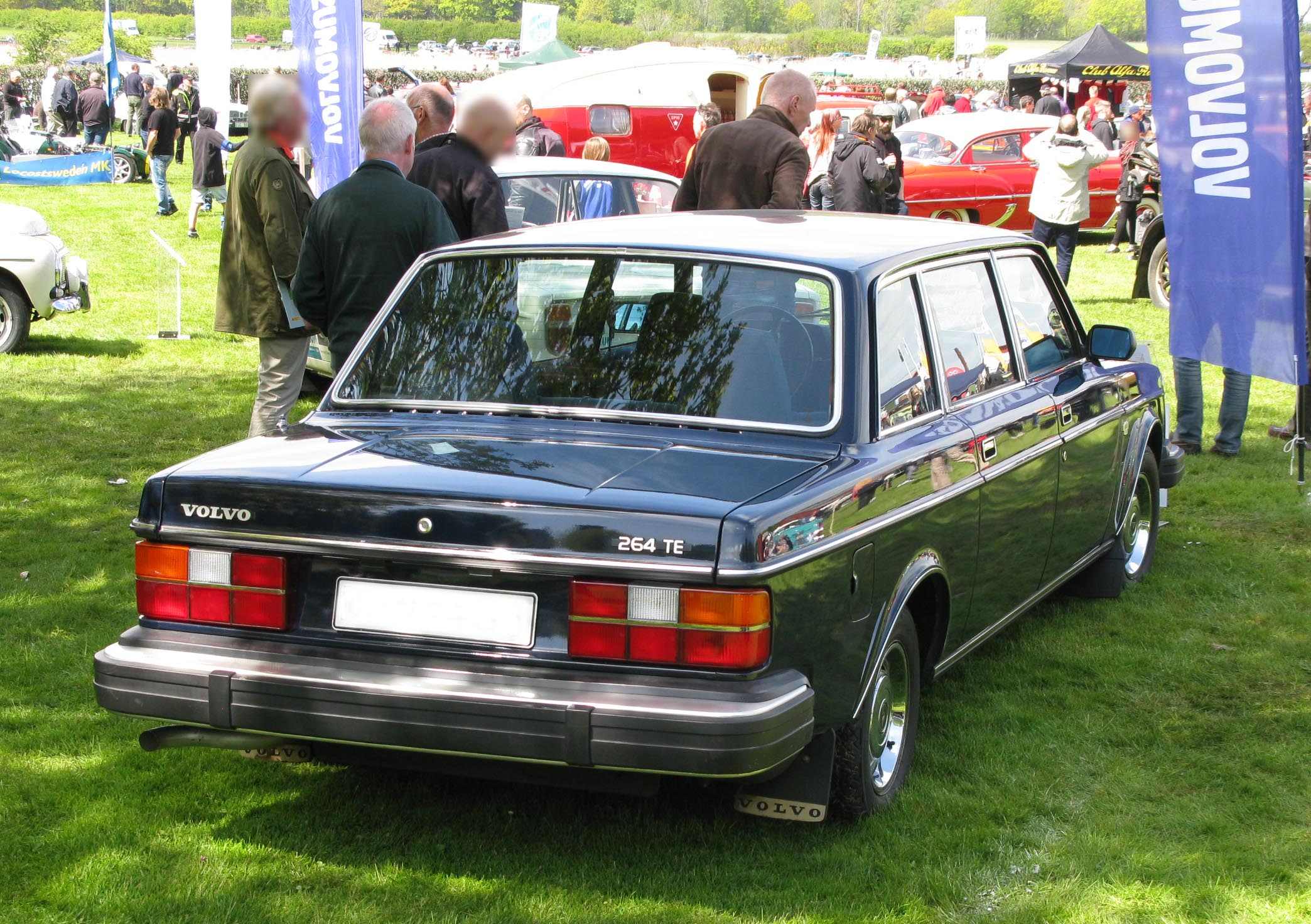
Volvo 264 TE (1976 - 1984)